# 제임스 뷰캐넌 행정부
제임스 뷰캐넌의 제15대 미국 대통령 임기는 1857년 3월 4일에 시작하여 1861년 3월 4일에 끝났다. 펜실베이니아주 출신의 민주당원 뷰캐넌은 1856년 대통령 선거에서 공화당 후보 존 C. 프리몬트와 무지당 후보이자 전 대통령인 밀러드 필모어를 물리치고 취임했다. 그는 재선에 출마하지 않았고 공화당의 에이브러햄 링컨이 그의 뒤를 이었다.
뷰캐넌은 1856년 전당대회에서 현직 대통령 프랭클린 피어스와 일리노이주 상원의원 스티븐 A. 더글러스를 물리치고 민주당의 후보로 지명되었다. 오랜 정부 경험에도 불구하고 뷰캐넌은 임기 말에 국가를 분열시킬 커지는 분열 위기를 진정시키지 못했다. 취임 전 뷰캐넌은 미국 연방 대법원에 드레드 스콧 대 샌드퍼드 판결에서 광범위한 판결을 내리도록 로비했다. 뷰캐넌은 법원의 판결이 영토 내 노예 문제에 대한 분쟁을 종식시키기를 희망했지만, 뷰캐넌이 이 판결을 지지한 것은 많은 북부인들을 깊이 소외시켰다. 뷰캐넌은 또한 남부 지도자들과 함께 캔자스주를 르컴튼 헌법에 따라 노예주로 연방에 편입시키려 시도했다. 노예주와 자유주 사이의 커져가는 간극 속에서, 1857년 공황이 국가를 강타하여 광범위한 기업 파산과 높은 실업률을 야기했다.
노예제에 대한 긴장은 뷰캐넌 임기 말까지 계속되었다. 뷰캐넌은 취임 연설에서 단 한 임기만 봉사하겠다고 약속했으며, 노예제와 연방의 본질에 대한 지속적인 국가적 혼란 속에서 민주당 내에서는 새로운 지도력에 대한 깊은 갈망이 있었다. 모든 서부 영토에서 노예제를 배제하는 데 전념하는 강령으로 출마한 공화당 후보 에이브러햄 링컨은 분열된 민주당과 헌법연방당 후보 존 벨을 물리치고 1860년 선거에서 승리했다. 링컨의 승리에 대응하여 7개 남부 주들은 연방으로부터의 분리를 선언했다. 뷰캐넌은 분리된 주들과 군사력으로 대결하기를 거부했지만, 섬터 요새에 대한 통제권을 유지했다. 그러나 임기 마지막 두 달 동안 뷰캐넌 행정부는 남부인들이 사임하면서 훨씬 더 강경한 반연합국 입장을 취했다. 대통령은 섬터 요새를 방어하기 위해 모든 노력을 다할 것이라고 발표하여 북부의 지지를 결집시켰다. 주요 반연합국 지도자로는 새로운 법무부 장관 에드윈 M. 스탠턴과 새로운 육군 장관 조지프 홀트가 있었다. 분리 위기는 뷰캐넌이 퇴임한 직후 남북 전쟁의 발발로 절정에 달했다. 역사가들은 그가 남부 주들의 분리나 노예 문제를 막지 못한 것을 비난한다. 그는 일관되게 미국 역사상 최악의 대통령 중 한 명으로 평가되며, 종종 최악의 대통령으로 꼽힌다.

## 1856년 선거

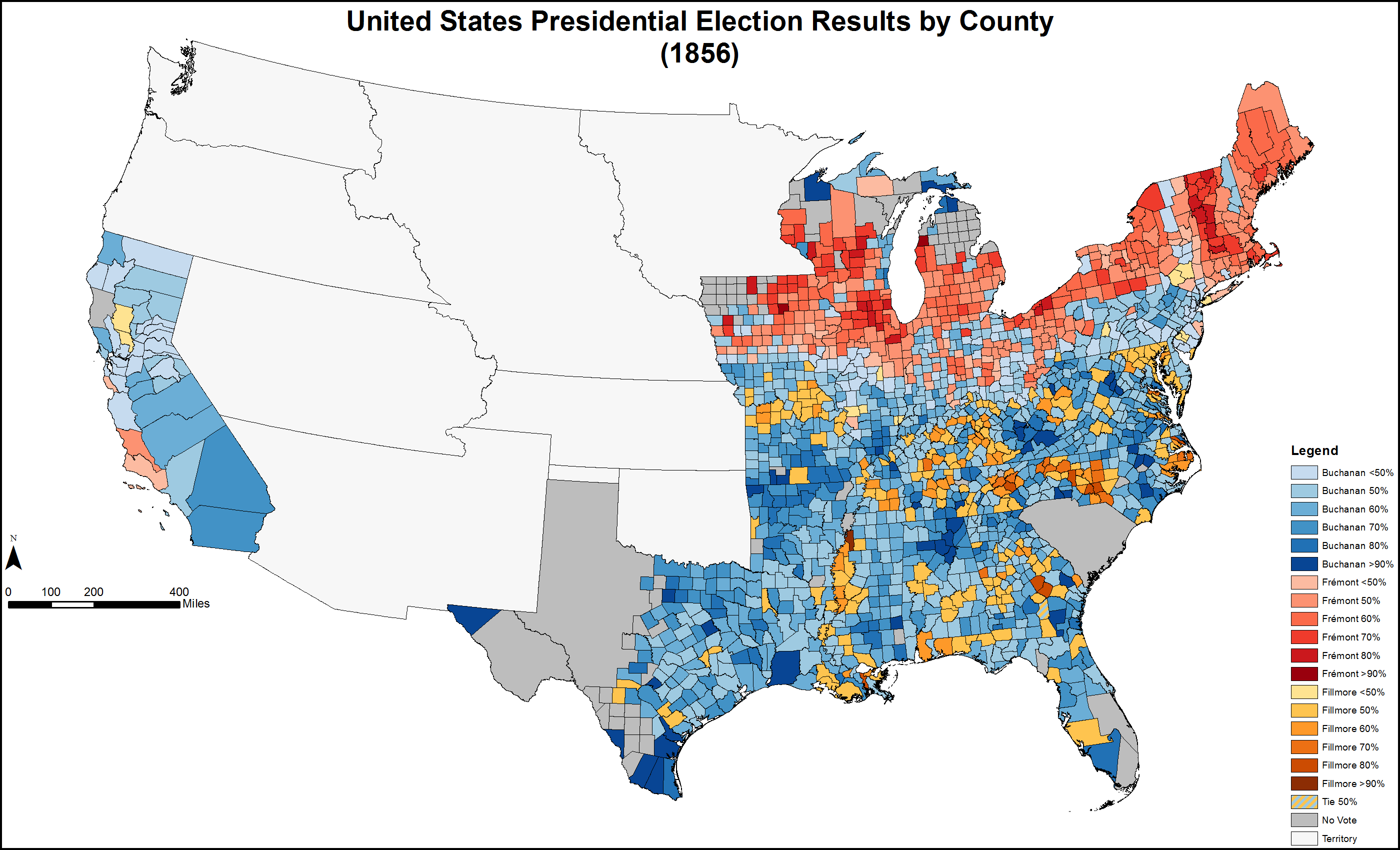
승리한 후보의 득표율을 나타내는 카운티별 결과. 파란색 계열은 뷰캐넌(민주당), 빨간색 계열은 프리몬트(공화당), 노란색 계열은 필모어(무지당)를 나타낸다.

프랭클린 피어스가 1852년 대통령 선거에서 승리한 후, 뷰캐넌은 주영 미국 대사로 일하는 데 동의했다. 뷰캐넌이 해외에서 근무한 것은 캔자스 네브래스카 법에 대한 논쟁이 국가를 혼란에 빠뜨리는 동안 그를 편리하게 해외에 머물게 했다. 뷰캐넌은 1856년 민주당 대통령 후보 지명을 노골적으로 추구하지는 않았지만, 자신을 위한 운동을 막으려 하지 않았다. 이는 그가 여러 번 할 수 있었던 일이었다. 1856년 민주당 전당대회는 1856년 6월에 열렸으며, 도망 노예법 지지, 반노예제 선동 종식, 멕시코만에서의 미국 "우위"를 포함하여 뷰캐넌의 견해를 대체로 반영하는 강령을 작성했다. 뷰캐넌은 강력한 상원의원 존 슬리델, 제시 브라이트, 제임스 A. 베이어드의 지지를 받아 첫 투표에서 선두를 차지했으며, 그들은 뷰캐넌을 남북 모두에게 어필할 수 있는 경험 많은 지도자로 제시했다. 피어스 대통령과 스티븐 A. 더글러스 상원의원도 지명을 노렸지만, 뷰캐넌은 전당대회의 17번째 투표에서 민주당 대통령 후보로 선정되었다. 그는 켄터키주의 존 C. 브레킨리지와 함께 민주당 후보로 나섰다.

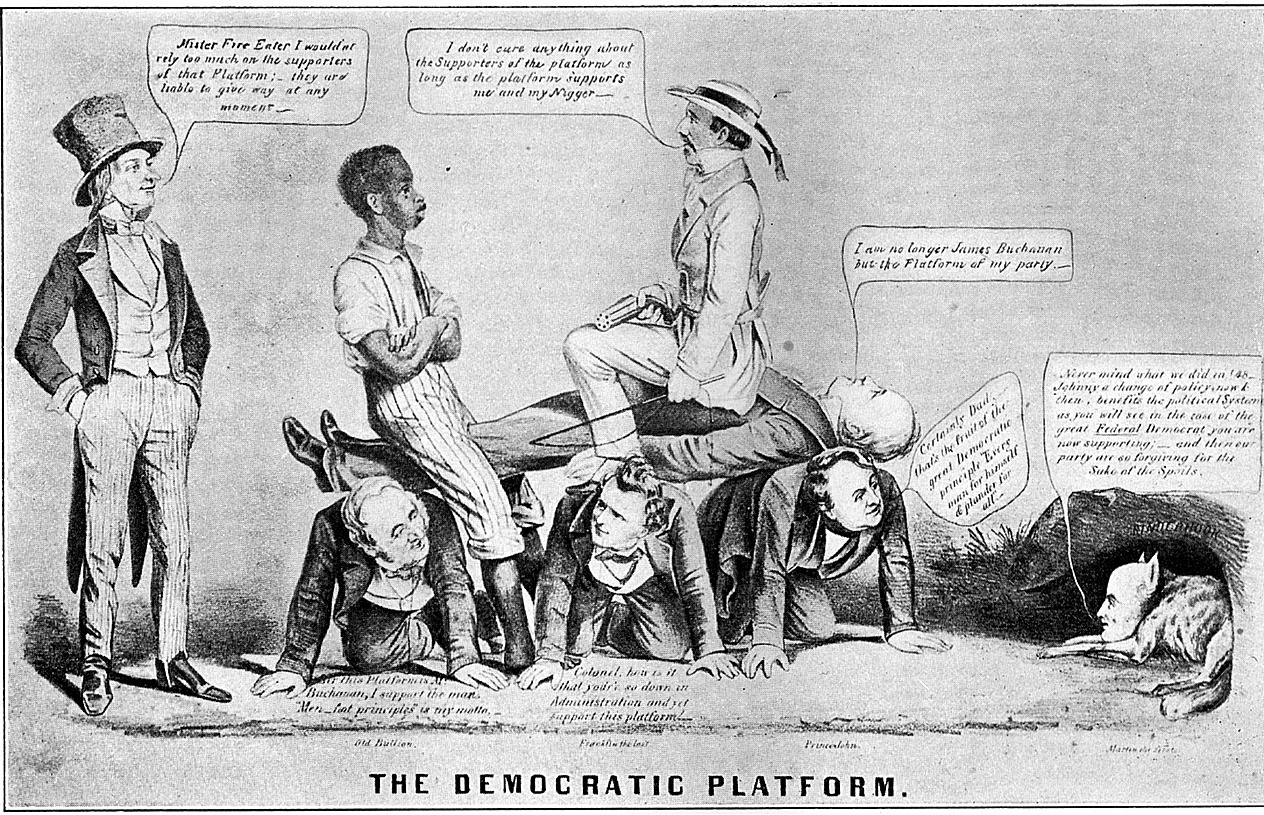
1856년 선거에서 뷰캐넌 반대 정치 만화

1856년이 되자 오랫동안 민주당의 주요 반대 세력이었던 휘그당은 붕괴되었다. 뷰캐넌은 총선에서 두 명의 후보와 맞섰다: 전 휘그당 대통령 밀러드 필모어는 미국당 (또는 "무지당") 후보로 출마했고, 존 C. 프리몬트는 공화당 후보로 출마했다. 캠페인의 사적인 수사 대부분은 프리몬트에 대한 근거 없는 소문에 초점을 맞췄다—대통령으로서 노예 봉기를 지지하는 대규모 군대를 지휘할 것이라는 이야기, 노예들의 광범위한 린치 가능성, 그리고 노예들 사이에서 속삭이는 자유와 정치적 평등에 대한 희망.
뷰캐넌은 선례에 따라 직접 선거운동을 하지 않았지만, 그는 편지를 쓰고 민주당 강령을 지지하겠다고 약속했다. 선거에서 뷰캐넌은 메릴랜드주를 제외한 모든 노예주와 그의 고향인 펜실베이니아주를 포함한 5개 자유주에서 승리했다. 그는 일반 투표의 45%와 174 선거인단 투표를 얻었으며, 프리몬트는 114표, 필모어는 8표를 얻었다. 승리 연설에서 뷰캐넌은 공화당을 비난하며, 공화당을 남부를 부당하게 공격한 "위험한" "지역적" 정당이라고 불렀다. 대통령 당선자 뷰캐넌은 또한 "내 행정부의 목표는 남북의 지역 정당을 파괴하고, 국가적이고 보수적인 정부 하에 연방에 조화를 회복하는 것"이라고 밝혔다.

## 취임

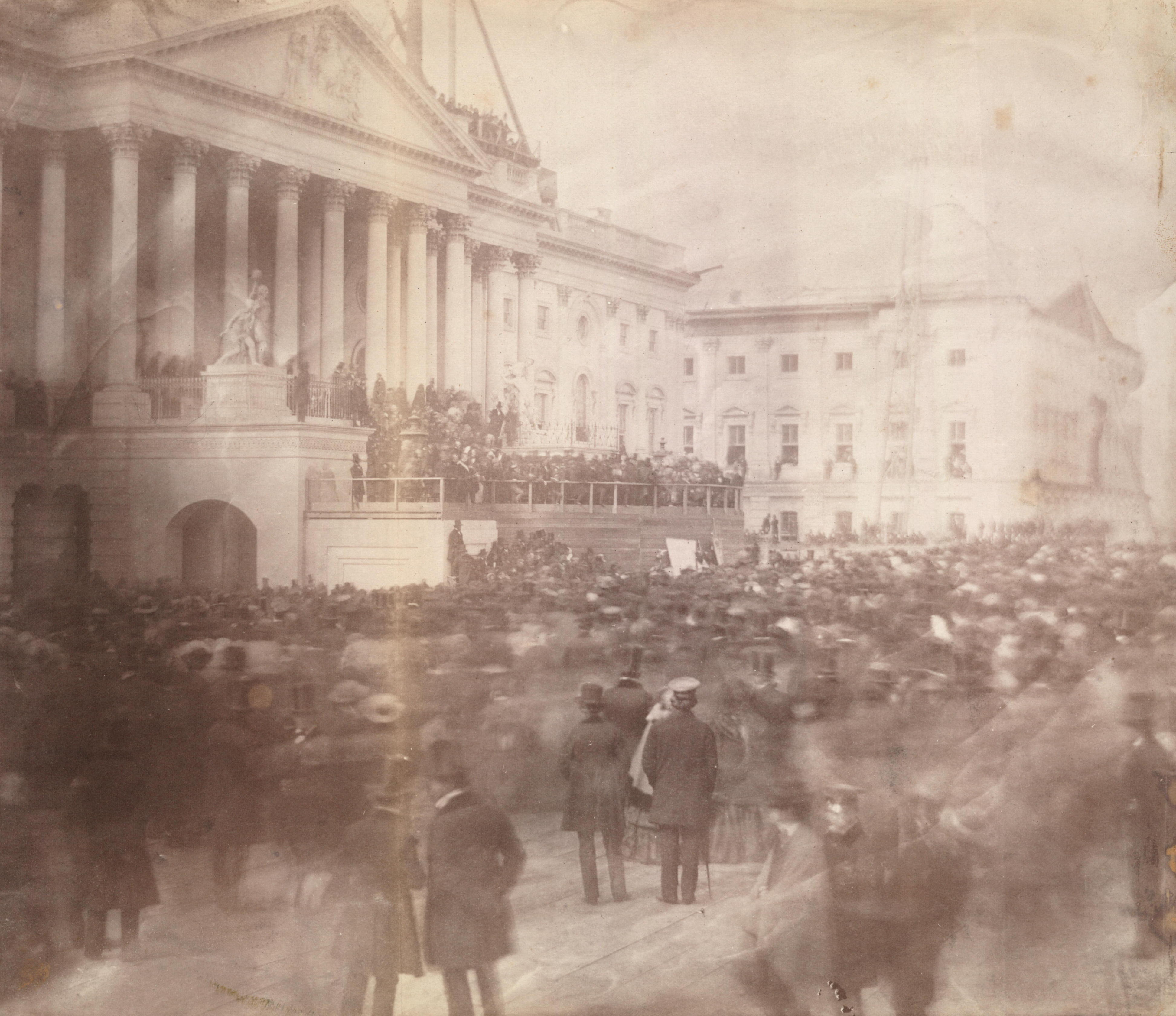
1857년 미국 국회의사당에서 열린 제임스 뷰캐넌 대통령 취임식 사진; 현존하는 가장 오래된 취임식 사진

뷰캐넌은 1857년 3월 4일 미국 국회의사당 동쪽 주랑에서 미국의 제15대 대통령으로 취임했다. 대법원장 로저 태니가 취임 선서를 주재했다. 이는 사진으로 기록된 최초의 취임식으로 알려져 있다. 취임 연설에서 뷰캐넌은 단 한 임기만 봉사하겠다고 약속했다. 그는 또한 노예제와 영토 내에서의 지위에 대한 커져가는 분열에 대해 비판적으로 언급하며 다음과 같이 말했다.
미국 정부의 필수적이고 불가결한 의무는 모든 거주민에게 투표를 통해 자유롭고 독립적인 의견 표현을 보장하는 것이다. 각 개인의 이 신성한 권리는 보존되어야 한다. 이것이 달성되면, 영토의 주민들이 미국의 헌법에만 종속된 채 모든 외부 간섭으로부터 자유롭게 자신들의 운명을 스스로 결정하도록 내버려 두는 것보다 더 공정한 것은 없을 것이다.
더 나아가 뷰캐넌은 연방 노예법이 모든 연방 영토에서 노예 소유자의 권리를 보호해야 한다고 주장했다. 그는 계류 중인 대법원 사건인 드레드 스콧 대 샌드퍼드를 언급하며, 이 사건이 노예 문제를 영구적으로 해결할 것이라고 말했다.
뷰캐넌은 이미 사건의 결과를 알고 있었고 심지어 그 처리에 부분적으로 관여했다. 대법관 로버트 C. 그리어는 드레드 스콧 사건의 판결을 뷰캐넌에게 미리 누설했다. 뷰캐넌은 취임 연설에서 영토 내 노예 문제가 대법원에 의해 "신속하고 최종적으로 해결될 것"이라고 선언했다. 역사가 폴 핑클먼에 따르면:
뷰캐넌은 법원이 무엇을 결정할지 이미 알고 있었다. 법원 관례를 크게 위반하여, 뷰캐넌과 마찬가지로 펜실베이니아 출신이었던 그리어 대법관은 대통령 당선자에게 사건의 진행 상황과 법원 내 내부 논쟁에 대해 완전히 알려주었다. 뷰캐넌이 국가에 판결을 지지하도록 촉구했을 때, 그는 이미 태니가 무엇을 말할지 알고 있었다. 공화당의 부적절한 행위에 대한 의심은 완전히 정당한 것으로 판명되었다.
역사가들은 이 연설이 뷰캐넌에게 큰 재앙이었으며, 드레드 스콧 판결이 남북 전쟁으로 이어지는 긴장을 극적으로 고조시켰다는 데 동의한다. 2022년 역사가 데이비드 W. 블라이트는 1857년이 "분열의 길에서 큰 전환점이었다... 주로 드레드 스콧 사건 때문이었는데, 이는 이미 남북 모두에서 흔했던 두려움, 불신, 음모론적 증오를 새로운 강도로 부추겼다."고 주장한다.

## 행정부

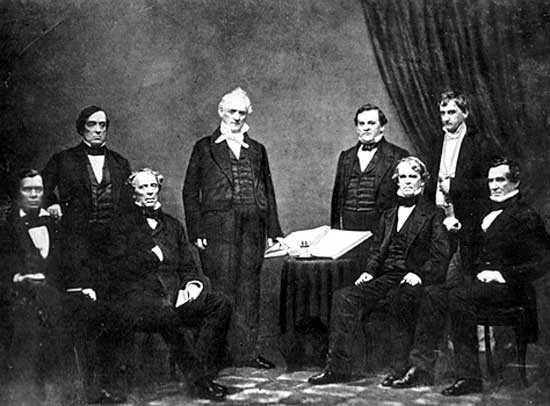
뷰캐넌 대통령과 그의 내각
왼쪽부터: 제이컵 톰슨, 루이스 캐스, 존 B. 플로이드, 제임스 뷰캐넌, 하월 콥, 아이작 투시, 조지프 홀트 그리고 제러마이어 S. 블랙, (c. 1859)

취임이 다가오면서 뷰캐넌은 앤드루 잭슨의 고위 관리들을 괴롭혔던 내부 다툼에 희생되지 않을 조화로운 내각을 구성하고자 했다. 그의 가장 가까운 고문 중 한 명—영국 대사로 임명된—은 제후 글랜시 존스였다.
뷰캐넌은 내각의 명확한 지도자가 되고자 했으며, 자신의 견해에 동의할 사람들을 선택했다. 그의 행정부가 외교 정책에 집중하고 뷰캐넌 자신이 주로 외교 정책을 지휘할 것이라고 예상하면서, 그는 나이든 루이스 캐스를 국무장관으로 임명했다. 캐스는 뷰캐넌 행정부에서 한직으로 밀려나게 되었고, 뷰캐넌과 국무부 차관보 존 애플턴이 외교 업무를 대신 지휘했다. 내각을 채우면서 뷰캐넌은 남부인 4명과 북부인 3명을 선택했는데, 그 중 한 명은 해군 장관 아이작 투시로, 널리 "도우페이스" 또는 남부 동조자로 간주되었다. 거의 노망이 난 캐스를 제외하고는 법무장관 제러마이어 S. 블랙만이 남부에 대한 편파성이 없었지만, 블랙은 노예제 폐지론자들과 자유 토지론자들을 경멸했다.

### 일리노이주의 스티븐 더글러스와의 갈등
뷰캐넌이 남부인과 남부 동조자들을 임명한 것은 북부의 많은 사람들을 소외시켰고, 스티븐 더글러스의 추종자들을 임명하지 않은 것은 당을 분열시켰다. 뷰캐넌은 1856년 민주당 전당대회에서 더글러스가 고려 대상에서 물러나기로 결정한 덕분에 지명을 받았지만, 그는 더글러스를 개인적으로 싫어했다. 그는 중서부 민주당의 지도자로서 더글러스를 끌어내리기를 희망했던 제시 D. 브라이트를 선호했다. 내각 외부에서 뷰캐넌은 피어스의 많은 임명을 그대로 두었지만, 피어스나 더글러스와 연관된 불균형적인 수의 북부인들을 해임했다. 뷰캐넌은 부통령 브레킨리지를 빠르게 소외시켰고, 브레킨리지는 뷰캐넌 행정부에서 거의 역할을 하지 못했다.
뷰캐넌과 의회 내 그의 동맹들은 더글러스를 약화시키기 위해 체계적으로 노력했다. 1860년이 되자 그들은 당 내에서 그의 영향력을 약화시켰고, 그의 후원권을 박탈하고 강력한 영토 위원회 위원장직에서 해임했다. 그는 상원에서 이전보다 훨씬 약해졌다. 그럼에도 불구하고 더글러스는 워싱턴 외곽의 민주당 북부 지지층에서 강력한 기반을 가지고 있었으며, 이들은 대통령과 그의 남부 지지자들에게 점점 더 적대적이었다. 1858년 링컨과의 더글러스의 토론은 전국적인 관심을 끌었고, 민주당원들은 토론을 읽고 더글러스를 승자로 칭송하여 1860년 대통령 후보 지명을 받을 가장 유력한 후보로 부상할 수 있게 했다.

## 사법부 임명
뷰캐넌은 미국 연방 대법원에 메인주의 네이선 클리퍼드 한 명의 대법관을 임명했다. 클리퍼드는 제임스 K. 포크 내각에서 뷰캐넌과 함께 일했으며, 주요 쟁점에 대한 그의 견해는 뷰캐넌의 견해와 대체로 일치했다. 클리퍼드는 드레드 스콧 판결에 항의하여 사임한 벤저민 로빈스 커티스의 뒤를 이었다. 클리퍼드의 지명은 많은 북부 상원의원들의 반대에 부딪혔지만, 그는 26 대 23으로 인준을 받았다. 1860년 피터 비비안 대니얼의 사망 후 두 번째 공석이 생겼고, 뷰캐넌은 법무장관 블랙을 이 자리에 지명했다. 1860년 선거 이후, 블랙은 인준에 단 한 표 차이로 실패하여, 뷰캐넌이 퇴임할 때 대법원 한 자리가 공석으로 남았다. 클리퍼드를 제외하고 뷰캐넌은 단 7명의 다른 제3조 연방 판사들을 임명했으며, 모두 미국 연방지방법원에 임명되었다.

## 국내 문제

### 노예제 논쟁과 드레드 스콧 사건

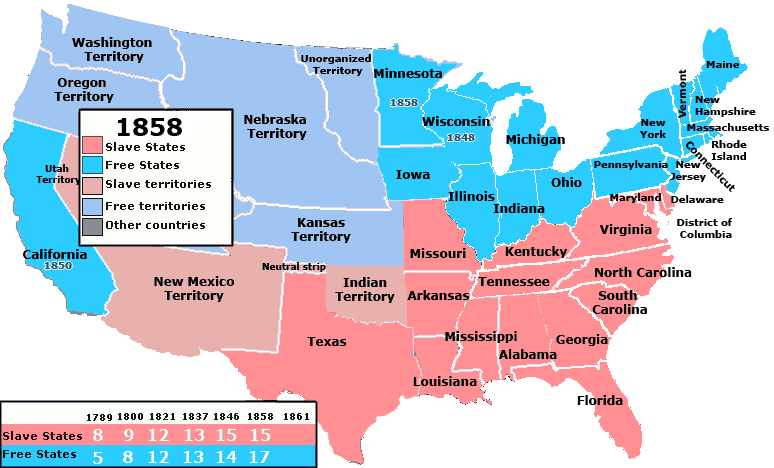
미네소타주가 편입된 후 1858년 자유주와 노예주의 균형

멕시코-미국 전쟁 이후, 서부 영토 내 노예의 지위에 대한 새로운 논쟁이 일어났다. 노예제 폐지운동은 강력한 세력으로 부상하지는 않았지만, 많은 북부인들은 노예제를 도덕적 오점으로 보고 영토로의 노예제 확장에 반대했다. 반면 많은 남부인들은 노예제 제도에 대한 도덕적 공격에 깊이 분개했으며, 영토 내 노예제에 대한 공격이 남부의 노예제에 대한 공격으로 이어질 수 있다고 우려했다. 1850년 타협은 일시적으로 상황을 완화했지만, 1850년 도망 노예법 (타협의 일환으로 통과됨)에 대한 북부의 모든 저항은 남부의 긴장을 고조시켰다. 1852년 톰 아저씨의 오두막 출판은 의견을 더욱 분열시켰다. 1854년, 캔자스 네브래스카 법은 36°30′ 평행선 북쪽 영토에서 노예제를 제외했던 미주리 타협을 폐지했다. 대신 각 새로운 주는 국민주권 개념에 따라 노예의 지위를 결정하게 되었다. 이 법안은 북부에서 매우 인기가 없었으며, 그 통과는 휘그당의 붕괴와 영토로의 노예제 확장에 반대하는 거의 모든 북부인들로 구성된 공화당의 부상에 기여했다. 소수의 공화당원만이 남부에서 노예제를 폐지하려 했지만, 남부인들은 공화당의 존재 자체를 모욕으로 보았으며, 공화당은 높은 관세 및 연방 자금 지원 내부 개선과 같은 다른 정책으로 남부에 호소하려는 노력을 거의 하지 않았다.
취임하자마자 뷰캐넌은 노예제에 대한 긴장을 끝낼 뿐만 아니라 위험한 지역 정당으로 보았던 공화당을 물리치기를 희망했다. 노예제와 관련하여 가장 시급한 문제는 영토 내에서의 지위였으며, 국민 주권이 영토 입법부가 노예의 진입을 막을 수 있다는 것을 의미하는지 여부였다. 이 문제를 해결하기 위해 계류 중인 대법원 사건에서 기회를 본 대통령 당선자 뷰캐넌은 자신의 취임 몇 달 전부터 법원의 의사 결정 과정에 개입했다.
뷰캐넌의 취임 이틀 후, 태니 대법원장은 드레드 스콧 판결을 선고했는데, 이는 의회가 영토에서 노예제를 제외할 헌법적 권한이 없다고 주장했다. 취임 전, 뷰캐넌은 1857년 1월 존 캐트런 대법관에게 편지를 써서 사건의 결과에 대해 문의하고 더 광범위한 판결이 더 신중할 것이라고 제안했다. 테네시주 출신인 캐트런은 2월 10일에 대법원의 남부 다수파가 스콧에게 불리한 판결을 내릴 것이지만, 법원의 북부 판사들의 지지가 없다면 좁은 근거로 판결을 발표해야 할 것이라고 답했다. 단, 뷰캐넌이 그의 펜실베이니아 동향인 로버트 쿠퍼 그리어 대법관을 다수파에 합류하도록 설득할 수 있다면 예외였다. 뷰캐넌은 영토에서 노예제를 보호하는 광범위한 대법원 판결이 이 문제를 영원히 해결하여 국가가 쿠바의 가능한 합병과 더 많은 멕시코 영토 획득을 포함한 다른 문제에 집중할 수 있도록 하기를 희망했다. 그래서 뷰캐넌은 그리어에게 편지를 써서 그를 성공적으로 설득했고, 이로 인해 다수파는 스콧 사건의 특정 상황을 초월하여 미주리 타협이 위헌임을 선언하는 광범위한 판결을 내릴 수 있는 영향력을 얻었다. 뷰캐넌의 취임 이틀 후 드레드 스콧에 대한 법원의 판결이 내려지자, 공화당원들은 태니가 뷰캐넌에게 곧 나올 결과를 미리 알려주었다는 소문을 퍼뜨리기 시작했다. 뷰캐넌이 판결을 강력히 지지한 것은 그의 대통령직 초기부터 그와 그의 당에게 많은 북부인들의 적개심을 안겨주었다.

### 1857년 공황과 경제 정책
1857년 공황은 그 해 중반에 시작되었는데, 1,400개의 주 은행과 5,000개의 기업이 잇따라 붕괴하면서 발생했다. 남부는 거의 피해를 입지 않았지만, 북부 도시에서는 수많은 실업자들이 거리로 나와 구걸했다. 그의 잭슨주의적 배경을 반영하여 뷰캐넌의 대응은 "구제가 아닌 개혁"이었다. 정부는 "구제를 확대할 힘이 없었지만", 계속해서 현물로 부채를 상환할 것이며, 공공 사업을 축소하지는 않겠지만, 추가되는 것은 없을 것이라고 말했다. 뷰캐넌은 주들에게 은행의 신용 수준을 현물 대비 3:1로 제한하고, 연방 또는 주 채권을 은행권 발행의 담보로 사용하는 것을 자제하도록 촉구했다. 경제는 1859년까지 회복되었지만, 공황은 지역적 긴장을 고조시켰는데, 많은 북부인들은 남부의 지지를 받은 1857년 관세법 (피어스의 마지막 재임일에 통과됨)을 공황의 원인으로 지목했다. 남부인들과 뷰캐넌은 대신 북부 은행가들의 과도한 투기를 비난했다. 부분적으로는 악화된 경제 때문에 뷰캐넌이 퇴임할 때 연방 적자는 1,700만 달러에 달했는데, 이는 뷰캐넌이 취임했을 때보다 높았다.
1858년과 1859년 내내 의회는 관세 및 인프라 지출과 같은 해묵은 문제에 대해 계속 논의했다. 남부 및 서부 의원들은 1861년까지 1857년 관세의 낮은 세율을 유지하는 데 성공했다. 의회의 많은 이들은 대륙횡단철도 건설을 추진했지만, 남부 및 뉴잉글랜드 의원들의 연합으로 건설이 저지되었다. 뷰캐넌이 거부권을 행사한 법안 중에는 5년 동안 정착지에 머무는 정착민에게 160에이커의 공공 토지를 제공하는 홈스테드 법과 랜드그랜트 대학을 설립하기 위해 공공 토지를 부여하는 모릴 법이 있었다. 뷰캐넌은 이러한 법안이 헌법에 의해 확립된 연방 정부의 권한을 넘어선다고 주장했다. 몇몇 남부 주들이 분리된 후, 의회는 모릴 관세법을 통과시켜 관세율을 크게 인상했다. 높은 관세에 대한 그의 오랜 반대에도 불구하고 뷰캐넌은 1861년 3월 2일 이 관세법에 서명했다. 모릴 관세는 관세를 1840년대 이후 최고 수준으로 끌어올렸고, 이 법의 통과는 뷰캐넌이 퇴임한 후에도 오랫동안 지속될 보호무역 관세의 새로운 시대를 열었다.

### 유타 전쟁
유타주는 뷰캐넌의 대통령 재임 수십 년 전부터 몰몬교도들이 정착했으며, 브리검 영의 지도 아래 몰몬교도들은 연방 개입에 점점 더 적대적으로 변했다. 영은 연방 관리들을 괴롭히고 외부인들이 솔트레이크시티 지역에 정착하는 것을 막았으며, 1857년 9월 유타 준주 민병대는 캘리포니아로 향하던 아칸소인들을 상대로 마운틴 메도스 학살을 저질렀다. 뷰캐넌은 또한 영의 일부다처제 행위에 개인적으로 불쾌감을 느꼈다.
가장 터무니없는 소문들을 받아들이고 몰몬교도들이 미국에 대해 공공연한 반란을 일으키고 있다고 믿은 뷰캐넌은 1857년 11월 군대를 파견하여 영을 비몰몬교도인 알프레드 커밍으로 교체했다. 몰몬교도들이 연방 권위에 자주 불복종했지만, 일부는 뷰캐넌의 조치가 확인되지 않은 보고서에 대한 정당하거나 신중한 대응이었는지에 의문을 제기한다. 문제를 복잡하게 만든 것은 영의 교체 통지가 전달되지 않았다는 점인데, 이는 피어스 행정부가 유타 우편 계약을 취소했기 때문이었다. 영이 군사 행동에 대응하여 2주간의 원정대를 소집하여 마차 행렬, 황소, 기타 육군 재산을 파괴한 후, 뷰캐넌은 토마스 L. 케인을 평화를 협상하기 위한 개인 대리인으로 파견했다. 임무는 성공했고, 새 주지사는 곧 취임했으며, 유타 전쟁은 끝났다. 대통령은 정부의 권위를 존중하는 모든 주민에게 사면을 부여했고, 연방군을 남은 임기 동안 위협적이지 않은 거리로 이동시켰다. 영은 일부다처제를 계속했지만, 유타 전쟁이 끝난 후 대체로 연방 권위를 받아들였다.

### 피의 캔자스
1854년 캔자스 네브래스카 법이 통과된 후, 캔자스 준주에는 두 개의 경쟁 정부가 형성되었다. 반노예제 정착민들은 토피카에 정부를 조직했고, 친노예제 정착민들은 르컴튼에 정부 청사를 설립했다. 캔자스가 주로 편입되려면 주민 대다수의 승인을 받은 헌법이 의회에 제출되어야 했다. 피어스 대통령 재임 중에는 두 정부 지지자들이 충돌하면서 "피의 캔자스"로 알려진 일련의 폭력적인 대결이 발생했다. 캔자스 상황은 전국적으로 면밀히 주시되었으며, 조지아와 미시시피의 일부는 캔자스가 자유주로 편입될 경우 분리를 주장했다. 뷰캐넌 자신은 캔자스가 노예주로 들어오는지 여부에 특별히 신경 쓰지 않았으며, 대신 캔자스가 민주당으로 기울 가능성이 높기 때문에 가능한 한 빨리 주로 편입시키려 했다. 뷰캐넌은 과정을 다시 시작하고 하나의 준주 정부를 설립하는 대신 친노예제 르컴튼 정부를 인정하기로 선택했다. 1857년 12월 첫 의회 연두교서에서 그는 캔자스를 르컴튼 헌법에 따라 노예주로 편입할 것을 촉구했다.
역사가들은 캔자스 정책에 대해 두 가지 접근 방식 중 하나를 취했다. 앨런 네빈스는 "멜로드라마적" 해석을 제시한다. 그는 뷰캐넌이 진정한 거주민들이 비준한 헌법을 진심으로 원했다고 주장한다. 그의 단호함은 내각과 당 내의 친남부 파벌에 직면하여 약해졌고 그는 후퇴했다. 로이 니콜스는 "법률주의적" 접근 방식을 취하며, 뷰캐넌이 유권자들에게 노예제 자체라는 한 가지 문제만 제출했다고 주장한다. 그러나 그는 1857년 금융 공황으로 인해 주의가 산만해졌고 르컴튼 헌법을 받아들였다. 네빈스와 니콜스는 뷰캐넌의 약한 리더십에 동의하지만, 뷰캐넌이 사실상의 노예제 합의를 받아들여 중립적인 입장을 유지하려 한 방식에 대해 미묘한 차이를 보인다.

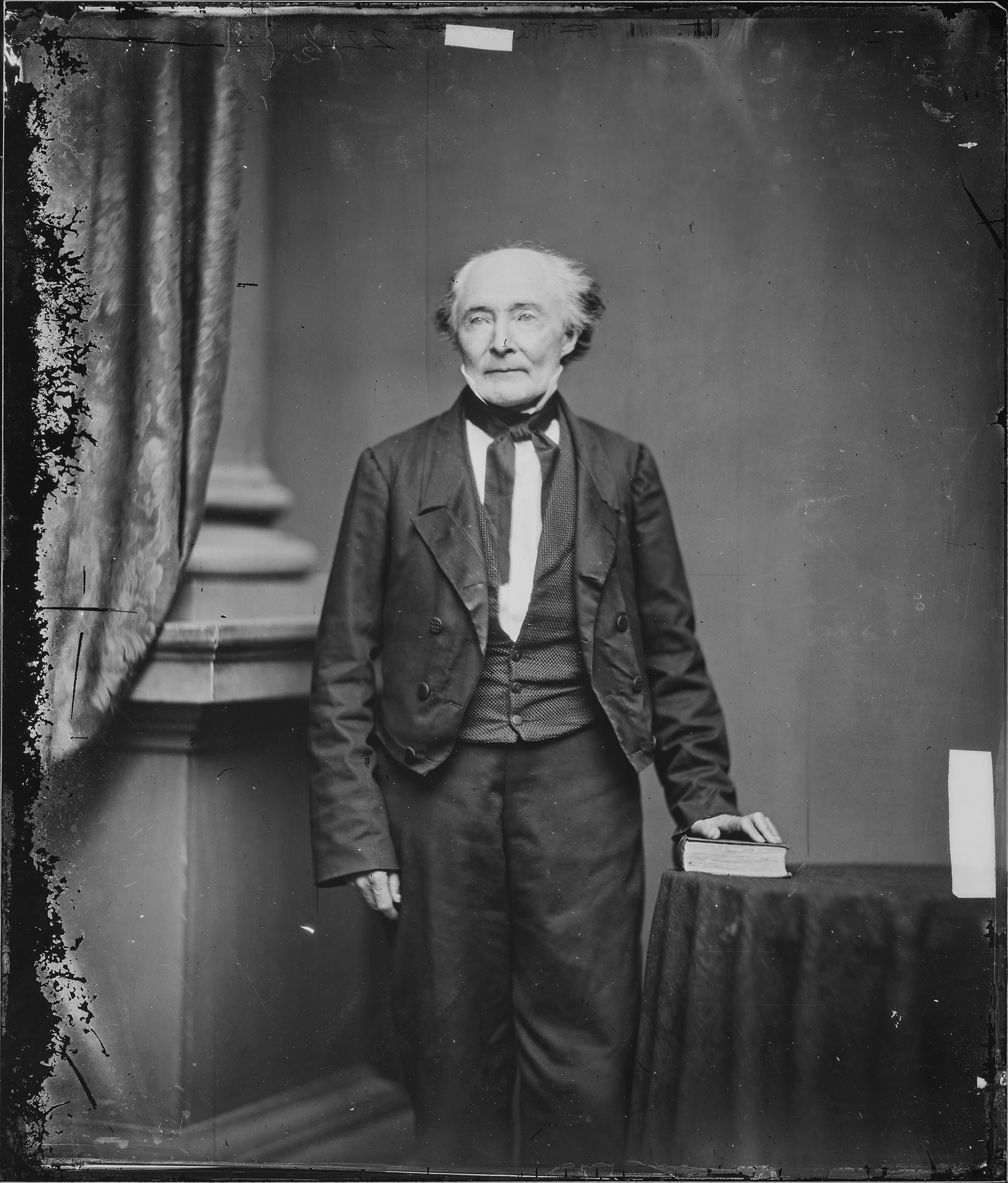
뷰캐넌이 캔자스 준주 주지사로 임명한 로버트 J. 워커

취임하자마자 뷰캐넌은 존 W. 게리의 뒤를 이어 로버트 J. 워커를 캔자스 준주 주지사로 임명하고, 정착민 파벌을 화해시키고 헌법을 승인하는 임무를 맡겼다. 노예주 미시시피주 출신인 워커는 친노예제 파벌이 새 헌법 승인을 얻는 것을 도울 것으로 예상되었다. 뷰캐넌은 캔자스 문제의 성공적인 해결이 워커를 1860년 대통령으로 만들 수 있다고 설득하여 워커가 임명을 수락하는 초기 주저함을 극복했다. 뷰캐넌은 또한 워커에게 캔자스가 모든 주 헌법에 대해 자유롭고 공정한 국민투표를 실시할 것이라고 약속했다. 캔자스에 도착한 직후 워커는 "등온선" (즉, 기후)이 캔자스를 노예제에 부적합하게 만들었다고 언급하여 캔자스와 미국 전역의 친노예제 지도자들을 분노하게 했다. 1857년 10월, 르컴튼 정부는 몇몇 카운티에서 워커가 사기를 발견했음에도 불구하고 친노예제 의회로 이어진 준주 선거를 조직했다.
대회는 친노예제 주 헌법(일명 "르컴튼 헌법")을 제정하고 국민 투표의 위험을 감수하지 않고 뷰캐넌에게 직접 보냈다. 캔자스의 주 편입을 열망했음에도 불구하고 뷰캐넌조차 주 헌법 국민 투표 없이는 캔자스의 편입을 거부할 수밖에 없었고, 그는 타협을 이끌어내기 위해 연방 요원을 파견했다. 르컴튼 정부는 캔자스가 주가 된 후 노예제를 허용할지 여부에 대해서만 투표하고 헌법 전체에 대해서는 투표하지 않는 제한된 국민 투표에 동의했다. 반노예제 토피카 정부는 1857년 12월 국민 투표를 보이콧했고, 투표에 참여한 사람들 사이에서는 노예제가 압도적인 지지를 얻었다. 한 달 후, 토피카 정부는 자체 국민 투표를 실시하여 유권자들이 르컴튼 헌법을 압도적으로 거부했다.
워커와 캔자스의 전 주지사 두 명의 반대에도 불구하고 뷰캐넌은 르컴튼 헌법을 받아들이기로 결정했다. 1857년 12월 상원 영토 위원회 위원장이자 중요한 북부 민주당원인 스티븐 더글러스와의 회의에서 뷰캐넌은 모든 민주당원들이 르컴튼 헌법에 따라 캔자스를 승인하는 행정부의 입장을 지지해야 한다고 요구했다. 재선에 직면하고 캔자스의 사기로 여겨지는 것에 격분한 더글러스는 뷰캐넌과 결별하고 르컴튼 헌법을 공격했다. 2월 2일, 뷰캐넌은 르컴튼 헌법을 의회에 송부했다. 그는 또한 토피카의 "혁명 정부"를 비난하고 그들을 유타의 몰몬교도들과 혼동하는 메시지를 송부했다. 뷰캐넌은 의회 승인을 얻기 위해 모든 노력을 다했으며, 호의, 후원직 임명, 심지어 투표를 위한 현금까지 제공했다. 르컴튼 헌법은 3월 상원 승인을 얻었지만, 무지당, 공화당, 북부 민주당의 연합으로 하원에서는 법안이 부결되었다. 패배를 인정하는 대신, 뷰캐넌은 잉글리시 법안을 지지했는데, 이는 캔자스인들에게 르컴튼 헌법을 받아들이는 대가로 즉각적인 주 편입과 광대한 공공 토지를 제공하는 것이었다. 더글러스의 지속적인 반대에도 불구하고 잉글리시 법안은 의회 양원을 통과했다.
헌법에 대한 의회 승인에도 불구하고, 캔자스 유권자들은 1858년 8월 국민투표에서 르컴튼 헌법을 강력히 거부했다. 남부인들은 르컴튼 헌법이 더글러스가 주도한 북부 음모에 의해 부결되었다는 사실에 분노했고, 많은 북부인들은 이제 뷰캐넌을 남부 "노예 권력"의 도구로 보았다. 반노예제 대표들은 1859년 주 헌법 제정 회의에서 대다수의 선거에서 승리했으며, 캔자스는 뷰캐넌 대통령 재임 마지막 몇 달 동안 자유주로 편입되었다. 자유주 캔자스를 막고 있던 남부 상원의원들은 자신들의 주가 분리되었기 때문에 철수했다. 주 내 게릴라전은 뷰캐넌 대통령 재임 기간 내내 계속되었고 1860년대까지 이어졌는데, 이때는 더 넓은 남북 전쟁의 상대적으로 작은 전장이 되었다.
캔자스를 둘러싼 싸움은 민주당 통제를 위한 싸움으로 격화되었다. 한쪽에는 뷰캐넌, 대부분의 남부 민주당원, 그리고 "도우페이스" 북부 민주당원이 있었고, 다른 쪽에는 더글러스와 대부분의 북부 민주당원, 그리고 소수의 남부인이 있었다. 더글러스 파벌은 국민주권 원칙을 계속 지지했고, 뷰캐넌은 민주당원들이 드레드 스콧 판결과 영토 내 노예제에 대한 연방 간섭 거부를 존중해야 한다고 주장했다. 이 투쟁은 뷰캐넌의 대통령 임기 내내 지속되었다. 뷰캐넌은 후원 권한을 사용하여 더글러스 지지자들을 행정부 지지 민주당원들로 교체했다.

### 계속되는 노예제 긴장
1858년 선거 이후, 미시시피주 상원의원 제퍼슨 데이비스와 다른 남부 급진주의자들은 영토에서 노예제를 보호하는 연방 노예법을 통과시키려 노력했으며, 이로써 더글러스의 프리포트 독트린이 고려했던 허점을 메우려 했다. 1859년 2월, 연방 노예법에 대한 논쟁이 시작되면서 데이비스와 다른 남부인들은 1860년 당 강령에 국민주권이 포함될 경우 탈당할 것이라고 발표했으며, 더글러스와 그의 지지자들 또한 당 강령에 연방 노예법이 포함될 경우 탈당할 것이라고 밝혔다. 영토 내 노예제에 대한 이러한 지속적인 논쟁에도 불구하고, 주요 쟁점으로서 캔자스의 중요성이 감소하면서 연합주의자들은 남부에서 강력한 세력으로 남아 있을 수 있었다.
1859년 10월, 노예제 폐지론자 존 브라운은 노예 반란을 시작할 목적으로 버지니아주 하퍼즈페리의 연방 조병창을 습격했다. 브라운의 계획은 처참하게 실패했고, 그의 당원 대부분은 죽거나 붙잡혔다. 공격 후 공화당 지도자들은 브라운과의 어떠한 연관성도 부인했으며, 브라운은 1859년 12월 버지니아주에 의해 처형되었다. 북부의 지도자들 중 브라운의 행동을 승인한 사람은 거의 없었지만, 남부인들은 격분했으며, 많은 이들이 시워드와 같은 공화당 지도자들이 습격을 조종했다고 비난했다. 1859년 12월 의회 연두교서에서 뷰캐넌은 습격을 "남부에서 노예제를 폐지하기 위한 북부의 공개 전쟁"의 일부로 특징지었고, 연방 노예법 제정을 요구했다. 버지니아주 상원의원 제임스 머레이 메이슨이 주재한 상원 청문회는 오랜 조사 끝에 공화당의 습격 책임이 없음을 밝혀냈지만, 남부 의원들은 공화당 동료들을 계속 의심했다.

### 코보드 위원회
뷰캐넌과 그의 동맹들은 정치적 지지자들에게 수의 계약을 제공하고, 정치 운동을 벌이고 판사에게 뇌물을 주기 위해 정부 자금을 사용했으며, 정부 재산을 지인들에게 가치보다 낮게 팔았다. 역사가 마이클 F. 홀트에 따르면, 뷰캐넌 행정부는 "남북 전쟁 이전에는 의심할 여지 없이 가장 부패한 행정부였고 미국 역사상 가장 부패한 행정부 중 하나였다." 1860년 3월, 하원은 부패, 뇌물 수수, 강탈 증거를 조사하기 위해 코보드 위원회를 설립했다. 3명의 공화당원과 2명의 민주당원으로 구성된 이 위원회는 뷰캐넌 지지자들로부터 노골적으로 당파적이라는 비난을 받았다. 그들은 또한 위원회 의장인 공화당 하원의원 존 코보드가 농업 대학에 대한 토지 보조금 법안에 대한 뷰캐넌의 거부권 때문에 개인적인 원한을 가지고 행동했다고 비난했다. 이러한 비판에도 불구하고, 민주당 위원회 위원들과 민주당 증인들은 공화당원들만큼이나 뷰캐넌 추적에 열정적이었다.
위원회는 뷰캐넌을 탄핵할 근거를 찾지 못했다. 그러나 6월 17일에 발표된 다수 보고서는 그의 내각 구성원들 사이의 부패와 권력 남용을 폭로했으며, 위원회의 공화당원들로부터 뷰캐넌이 르컴튼 헌법과 관련하여 의회 의원들에게 뇌물을 주려 했다는 주장(탄핵 증거는 아니더라도)을 제기했다. 같은 날 별도로 발표된 민주당 보고서는 증거가 부족하다고 지적했지만, 주장을 반박하지는 않았다. 민주당 위원 중 한 명인 제임스 로빈슨 하원의원은 서명하지는 않았지만 공화당 보고서에 동의한다고 공개적으로 밝혔다. 뷰캐넌은 자신이 "이 시련을 성공적으로 통과했다"고 주장하며 완전히 무죄를 입증했다고 말했다. 그럼에도 불구하고, 공화당원들은 코보드 위원회 보고서 수천 부를 그 해 대통령 선거의 선거 운동 자료로 전국에 배포했다.

## 외교 정책
뷰캐넌은 영국을 희생시키면서 중앙아메리카에 대한 미국의 헤게모니를 확립하는 데 중점을 둔 야심찬 외교 정책을 가지고 백악관에 입성했다. 그는 미국과 영국이 1850년에 체결한 클레이튼-불워 조약을 재협상하기를 희망했으며, 그는 이 조약을 이 지역에서 미국의 영향력을 제한하는 실수로 보았다. 그는 또한 치와와주와 소노라주의 멕시코 주에 대한 미국 보호령을 설립하려고 노력했는데, 부분적으로는 몰몬교도들의 목적지로 삼기 위함이었다. 스페인 제국의 쇠퇴한 상태를 알고 있던 그는 스페인이 쿠바 식민지를 미국에 매각하도록 조작함으로써 노예 제도가 여전히 번성하던 쿠바를 획득하는 오랜 목표를 마침내 달성하기를 희망했다. 영국과의 오랜 협상 끝에 그는 영국이 바이 제도를 온두라스에, 모스키토 해안을 니카라과에 양도하는 데 동의하도록 설득했다. 그러나 뷰캐넌의 쿠바와 멕시코에 대한 야심은 하원에서 좌절되었는데, 반노예제 세력이 새로운 노예 영토를 획득하려는 어떠한 움직임에도 강력히 반대했기 때문이었다. 뷰캐넌은 또한 러시아 제국으로부터 알래스카주를 매입하는 것을 고려했는데, 아마도 몰몬교 정착민들을 위한 식민지로 삼으려 했지만, 미국과 러시아는 가격에 합의할 수 없었다. 알래스카 매매는 나중에 1867년에 윌리엄 시워드가 국무장관으로 협상하여 이루어졌다.
중국에서 미국은 1856-58년의 제2차 아편 전쟁에 중립을 지켰다. 뷰캐넌은 1857-58년에 윌리엄 브래드퍼드 리드를 주중 공사로 임명했다. 리드는 1856년에 뷰캐넌이 휘그당 구파들을 민주당을 지지하도록 설득하여 승리하는 데 도움을 주었다. 리드의 중국에서의 목표는 영국과 프랑스가 전쟁에서 중국에 강요했던 특권을 미국이 얻을 수 있는 새로운 조약을 협상하는 것이었다. 리드는 이 점에 있어서 성공했다. 1858년 톈진 조약은 미국 외교관들에게 베이징에 거주할 권리를 부여하고, 미국 상품에 대한 관세 수준을 낮추었으며, 중국 내 외국인의 종교 자유를 보장했다. 이 조약은 나중에 워싱턴의 문호개방정책의 뿌리를 형성하는 데 기여했다.
1858년 뷰캐넌은 과학 임무 중이던 USS Water Witch에 발포한 파라과이를 징벌하기 위해 파라과이 원정을 명령했다. 징벌 원정은 파라과이의 사과와 배상금 지급으로 이어졌다.

## 1858년 중간 선거
더글러스의 상원 임기는 1859년에 끝났기 때문에 1858년에 선출된 일리노이 주 의회가 더글러스의 재선 여부를 결정하게 되었다. 상원 선거는 입법부 선거의 주요 쟁점이었으며, 더글러스와 공화당 후보인 전 하원의원 에이브러햄 링컨 사이의 링컨-더글러스 논쟁으로 특징지어졌다. 뷰캐넌은 일리노이의 연방 후원 임명자들을 통해 공화당과 더글러스 민주당 양측과 경쟁하는 입법부 후보들을 내세웠다. 이는 쉽게 공화당에 선거를 넘겨줄 수도 있었는데, 이는 더글러스에 대한 뷰캐넌의 적대감의 깊이를 보여주었다.
1858년 재선 출마에서 더글러스는 링컨을 물리쳤는데, 링컨은 대법원이 곧 주들이 노예제를 배제하는 것을 금지할 것이라고 경고했다. 그의 선거 운동의 일환으로 더글러스는 그의 "프리포트 독트린"을 제시했는데, 이는 영토 입법부가 드레드 스콧 판결에도 불구하고 노예제를 사실상 배제할 권리를 유지하며, 해당 입법부가 노예제를 재산으로 인정하기를 거부할 수 있기 때문이라고 주장했다. 1858년 선거에서 더글러스 지지 세력은 뷰캐넌의 고향인 펜실베이니아주를 제외한 북부 전역에서 민주당을 장악하여 뷰캐넌에게는 남부 지지자라는 좁은 기반만 남았다. 그러나 프리포트 독트린은 르컴튼 헌법을 지지하지 않음으로써 이미 감소하고 있던 남부에서 더글러스의 지지를 더욱 약화시켰다.
북부와 남부 민주당원들 간의 분열은 공화당이 1858년 선거에서 하원 다수를 차지하는 데 도움을 주었다. 뉴욕에서 공화당 하원 후보를 위한 선거 운동을 하는 동안, 공화당 상원의원 윌리엄 시워드는 공화당과 민주당 간의 당파적 투쟁을 자유 노동 시스템과 노예 노동 시스템 간의 더 큰 "억압할 수 없는 갈등"의 일부로 묘사했다. 시워드는 그의 발언을 빠르게 철회했고, 남부에서 노예제를 즉시 폐지하려 했던 북부인들은 상대적으로 적었지만, 시워드의 발언과 이후 1858년 선거에서 공화당의 승리는 남부의 많은 이들로 하여금 공화당 대통령의 당선이 노예제 폐지로 이어질 것이라고 믿게 했다. 선거 패배는 뷰캐넌 행정부에 대한 북부의 질책 역할을 했고, 공화당이 하원을 장악함으로써 뷰캐넌 임기 후반에 뷰캐넌의 의제 대부분을 막을 수 있게 했다.

## 1860년 선거

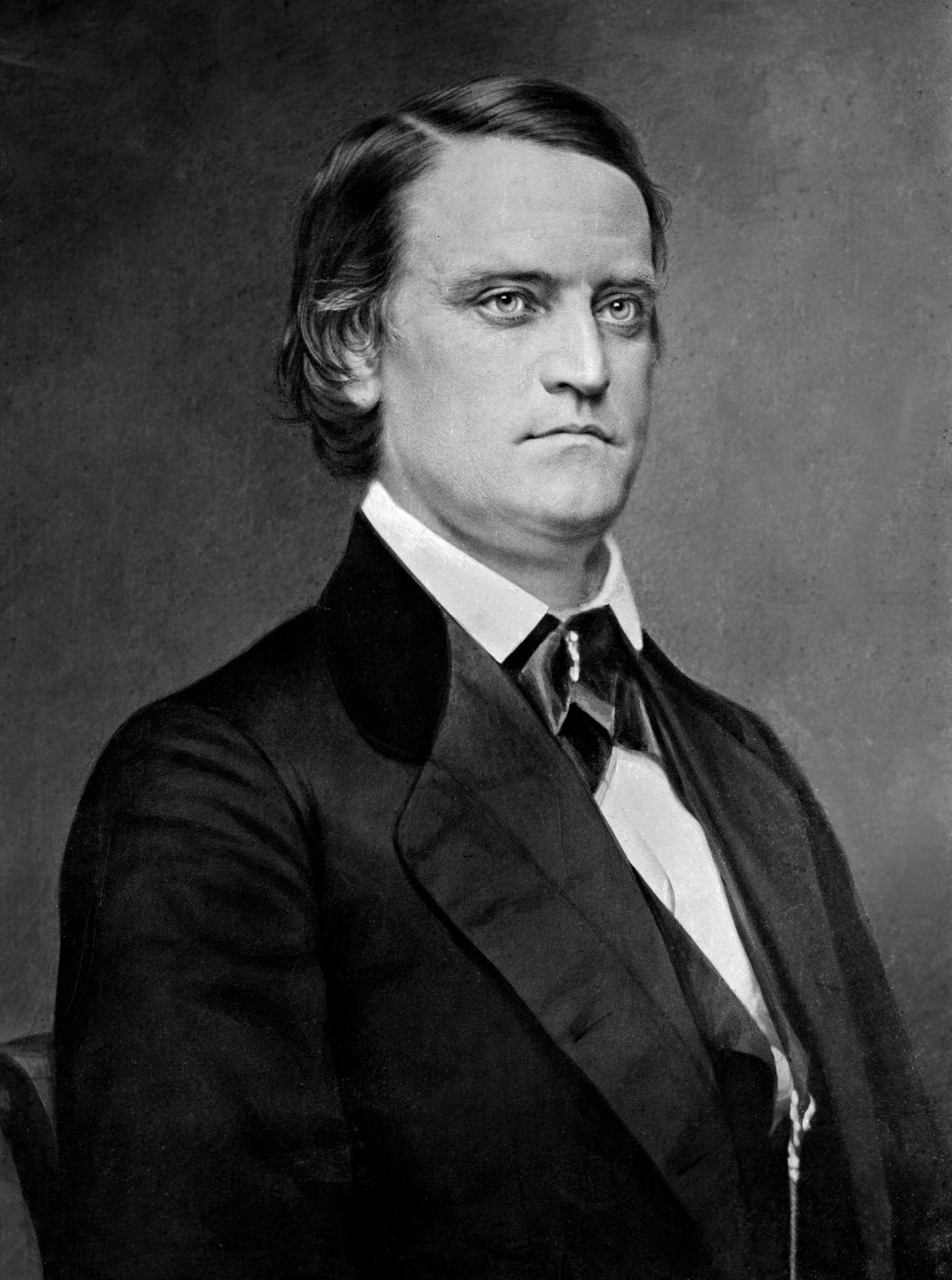
뷰캐넌 시대 부통령이었던 존 C. 브레킨리지

1860년 민주당 전당대회는 1860년 4월 찰스턴에서 열렸다. 뷰캐넌은 단 한 임기만 봉사하겠다는 약속을 지키기로 결정했지만, 그의 행정부는 그의 정책을 지지할 후계자를 적극적으로 찾았다. 스티븐 더글러스는 1858년 선거 이후 가장 인기 있는 북부 민주당 지도자로 부상했지만, 그는 영토 내 노예제에 대한 자신의 입장으로 뷰캐넌과 남부의 많은 사람들을 소외시켰다. 일부 남부 민주당원, 특히 심남부 출신들은 공화당 대통령이 당선되면 분리가 장려될 것이기 때문에 더글러스보다 공화당 대통령을 선호했다. 길고 격렬한 싸움 끝에 전당대회는 더글러스의 국민 주권 개념을 지지하고 연방 노예 법을 거부하는 강령을 채택했다. 7명의 남부 대표단 의장들은 당 강령에 대한 반발로 전당대회에서 퇴장했다.
남부 지도자들이 전당대회에서 탈당한 후, 전당대회 의장으로 선출된 뷰캐넌의 동맹인 케일럽 쿠싱은 대통령 투표에 전체 대의원(탈당자 포함)의 3분의 2 다수가 필요하다고 결정했으며, 이는 후보자가 참석 대의원의 6분의 5의 지지를 얻어야 함을 의미했다. 더글러스가 이끌었던 57번의 투표 후, 전당대회는 6월에 볼티모어에서 재개될 계획으로 휴회했다. 재개된 후, 남아있던 남부 대의원 대부분과 뷰캐넌에게 충성하는 일부 북부 대의원들은 찰스턴에서 탈당했던 대의원들을 다시 앉히는 투표에서 패배한 후 전당대회를 떠났다. 남아있는 대의원들은 더글러스를 대통령 후보로 지명했다. 더글러스는 알렉산더 H. 스티븐스를 러닝메이트로 선호했지만, 결정을 남아있는 남부 대의원들에게 맡겼고, 그들은 결국 조지아주의 전 주지사 허셜 존슨을 선택했다.
찰스턴과 볼티모어 전당대회에서 탈당했던 대의원들은 볼티모어의 다른 곳에서 만났다. 1860년 선거에서 공화당이 승리하더라도 남부가 분리해서는 안 된다고 생각한다고 말한 후, 브레킨리지 부통령은 전당대회의 첫 투표에서 지명되었다. 오리건주 상원의원 조지프 레인은 브레킨리지의 러닝메이트로 지명되었다. 뷰캐넌과 전 대통령 프랭클린 피어스는 모두 브레킨리지와 그의 강령을 지지했는데, 이는 영토 내 노예제의 연방 보호를 요구했다. 브레킨리지와 공화당 모두에게 반대하고 더글러스와는 합의에 도달할 수 없었던 전 휘그당원들은 헌법연방당을 결성하고 존 벨을 대통령 후보로, 매사추세츠주 출신의 에드워드 에버렛을 부통령 후보로 지명했다. 이 신생 정당은 연합주의를 강조하고 노예 문제를 제쳐두려 노력했다. 이 정당은 처음에는 남북 모두에서 경쟁하기를 희망했지만, 남부의 일부 헌법연방주의자들은 연방 노예 법을 지지하여 북부에서 당의 지지를 파괴했다.
1860년 공화당 전당대회는 5명의 주요 후보로 시작되었다: 에이브러햄 링컨, 윌리엄 시워드, 오하이오주의 새먼 P. 체이스, 펜실베이니아주의 사이먼 캐머런, 미주리주의 에드워드 베이츠. 첫 두 번의 투표에서 시워드가 앞섰음에도 불구하고, 링컨은 세 번째 투표에서 당의 후보로 부상했다. 링컨의 후보 자격은 그의 정직함과 온건함에 대한 명성이 특히 인디애나주와 일리노이주와 같은 북부의 주요 스윙 스테이트에서 강력한 후보로 만들었다는 널리 퍼진 견해에 의해 뒷받침되었다. 부통령으로는 공화당이 메인주 출신의 전 민주당원 해니벌 햄린을 지명했는데, 그는 링컨과 시워드 모두와 좋은 관계를 유지했다. 시워드를 포함한 공화당원들은 많은 전 휘그당원들처럼 링컨에게 결집했다. 링컨은 노예제를 남부 주들에 국한시킬 것을 주장했지만, 공화당원들이 남부 자체에서 노예제를 폐지하려 하지 않을 것이라고 약속했다. 네 명의 주요 후보가 출마한 상황에서 뷰캐넌은 어떤 후보도 선거인단 과반수를 얻지 못하고 선거가 하원으로 넘어갈 것을 희망했다.

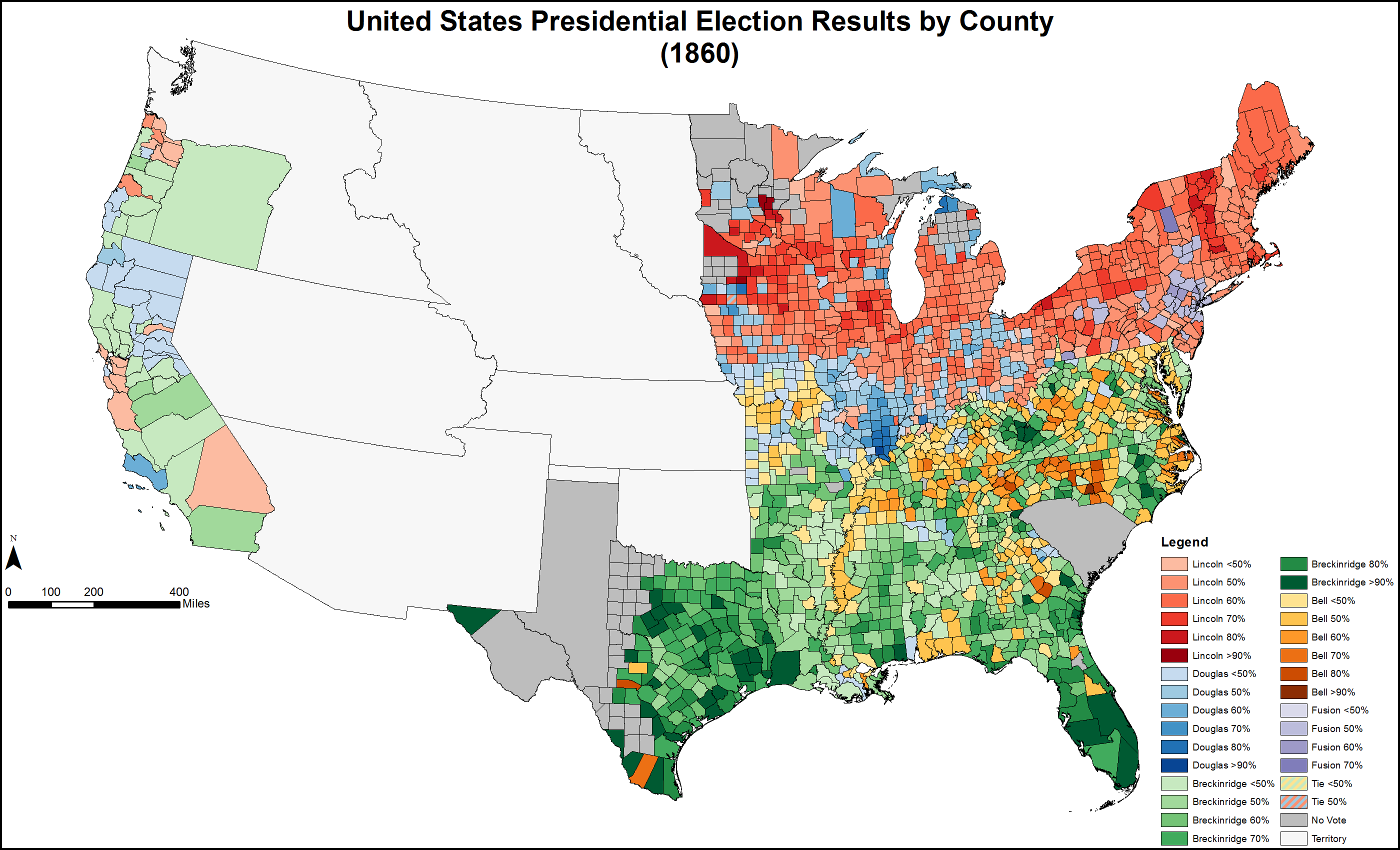
승리한 후보의 득표율을 나타내는 카운티별 결과. 빨간색 계열은 링컨의 지지를, 파란색 계열은 더글러스의 지지를, 녹색 계열은 브레킨리지의 지지를, 노란색 계열은 벨의 지지를 나타낸다.

1860년 선거는 본질적으로 두 개의 경선이었다. 북부에서는 링컨이 더글러스와 표를 놓고 경쟁했고, 남부에서는 브레킨리지와 벨이 가장 많은 지지를 얻었다. 성공적인 휘그당 전임자들처럼, 링컨은 전당대회 후 선거 운동을 거의 자제했고, 대신 당의 다른 사람들에게 맡겼다. 침묵 속에서 링컨은 자신이 노예제를 폐지하기를 희망했다는 남부 급진파의 주장을 반박하지 못했다. 1860년 여름과 가을에 남부 주지사들은 연합에서 분리할 가능성에 대해 서신을 주고받았고, 뷰캐넌은 분리주의자들을 비난하는 데 거의 아무것도 하지 않았다. 반면에 더글러스는 자신의 선거 운동의 대부분을 분리주의자들을 공격하는 데 집중했는데, 그는 링컨이 승리한 후 연방 정부를 장악하려 할까봐 우려했다. 브레킨리지와 벨은 북부에서 지지를 받지 못했기 때문에 링컨의 패배는 더글러스가 적어도 일부 북부 주에서 승리해야 했지만, 뷰캐넌은 더글러스를 물리치는 데 계속 집중했다. 일부 반공화당 지도자들은 북부에서 통합 후보를 구성하려 했지만, 뉴저지주 외에는 거의 성공하지 못했다.
민주당이 분열된 가운데, 링컨은 1860년 선거에서 일반 투표의 최다 득표수와 선거인단 투표의 과반수를 얻어 당선되었다. 링컨은 남부에서 거의 지지를 받지 못했지만, 북부에서 더글러스에 대한 강력한 성과는 그에게 선거인단 투표의 과반수를 안겨주었다. 브레킨리지는 남부의 대부분을 얻었고, 벨은 버지니아, 켄터키, 테네시를 얻었으며, 더글러스는 미주리와 뉴저지에서 3표의 선거인단 투표를 얻었다. 링컨이 대통령으로 당선되었음에도 불구하고, 공화당은 하원이나 상원에서 과반수를 얻지 못했으며, 대법원 구성원도 드레드 스콧 판결이 내려졌을 때와 거의 동일하게 유지되었다. 따라서 공화당 대통령이 당선되었음에도 불구하고, 남부의 노예제는 즉각적인 위험에 직면하지 않았다.
빨리 10월부터 육군의 총사령관 윈필드 스콧은 링컨의 당선이 최소 7개 주의 분리를 야기할 것이라고 뷰캐넌에게 경고했다. 그는 연방 재산을 보호하기 위해 이들 주에 대규모 연방군과 포병을 배치할 것을 권고했으며, 보강 병력이 거의 없다고 경고했다. 그러나 뷰캐넌은 스콧을 불신했고(두 사람은 오랫동안 정치적 적수였다) 그의 권고를 무시했다. 링컨의 당선 후 뷰캐넌은 플로이드 육군 장관에게 남부 요새에 가능한 한 많은 보급품, 무기, 병력을 증원하도록 지시했지만, 플로이드는 그 명령을 철회하도록 설득했다.

## 분리

### 타협 시도

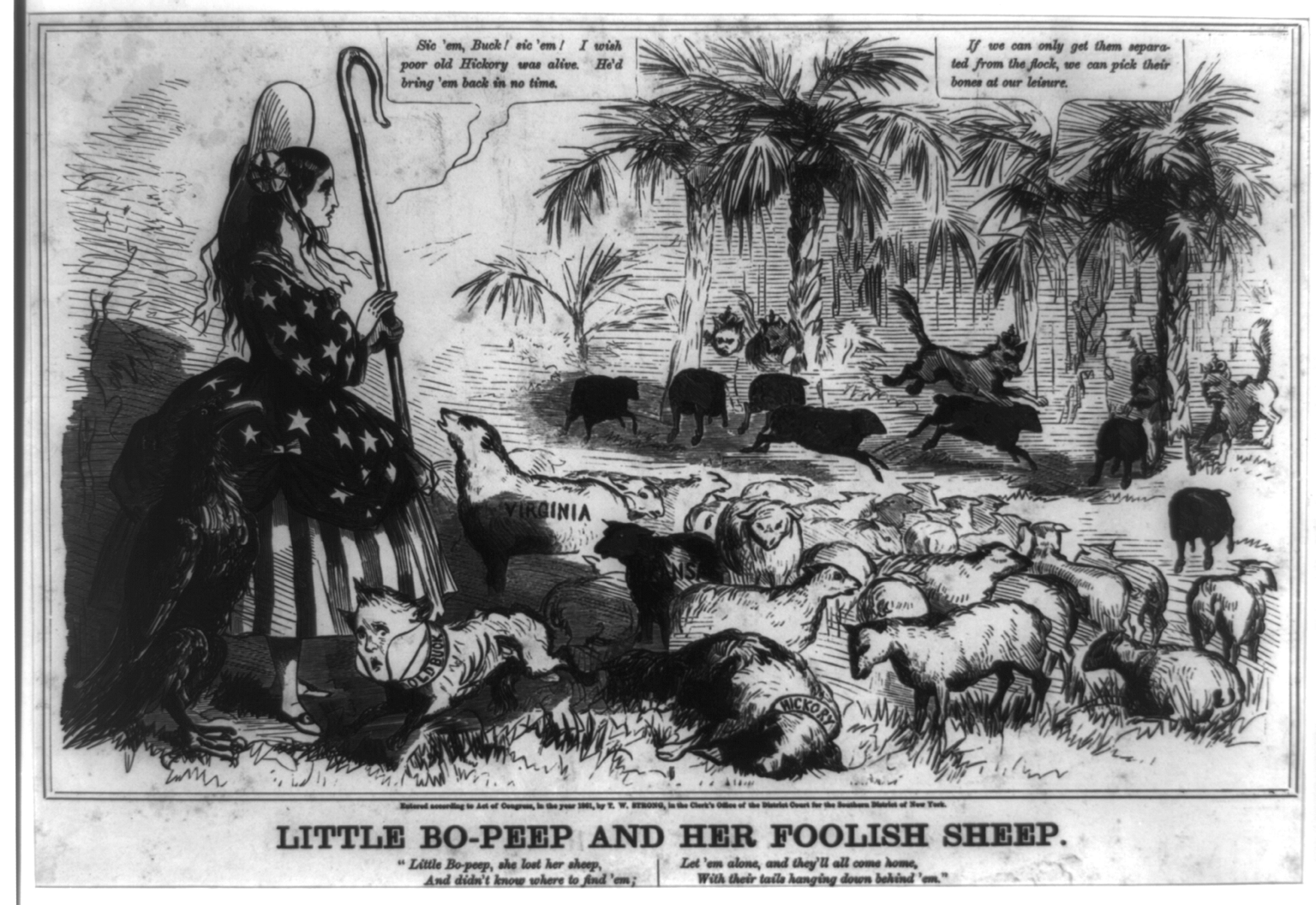
컬럼비아가 작은 양치기 소녀; 그녀의 잃어버린 양들은 남부 주들이다. 뷰캐넌은 "늙은 벅"으로서 주들을 다시 연방으로 몰아넣으려 헛되이 노력한다.

링컨의 승리와 함께 탈퇴와 연방 해체에 대한 논의는 극에 달했다. 신시내티의 한 신문은 "탈퇴 교리는 무정부 상태이다. 어떤 소수 집단이라도 자신들의 방식대로 되지 않았다는 이유로 마음대로 정부를 해체할 권리가 있다면, 모든 정부는 끝장나는 것이다."라고 썼다. 1860년 12월 3일에 발표된 연례 메시지에서 뷰캐넌은 위기의 원인을 전적으로 북부인과 그들의 반노예제 선동으로 돌렸다. 그는 또한 헌법이 탈퇴를 규정하지 않았으며 그러한 행위는 위헌적일 것이라고 주장했다. 그는 "혁명"이 어떤 경우에는 정당화될 수 있다고 말했지만, 남부가 그러한 극단적인 행동에 의존하기 전에 "명백하거나 위험한" 행동을 기다려야 한다고 주장했다. 탈퇴에 반대했음에도 불구하고 뷰캐넌은 대통령이 주들을 연방에 강제로 남게 할 권한이 없다고 주장했지만, 탈퇴하는 주들의 연방 재산을 방어할 수는 있다고 말했다. 마지막으로, 뷰캐넌은 의회에 주 대표 협의회를 소집하여 노예를 미국 전역에서 재산으로 인정하는 헌법 개정안을 제안할 것을 요청했다. 그의 연설은 탈퇴를 막지 못한 북부로부터, 그리고 탈퇴 권리를 부인한 남부로부터 모두 강한 비판을 받았다.
역사가 진 H. 베이커는 뷰캐넌의 행동을 그의 남부적 성향, 남부인들과의 오랜 우정, 그리고 그의 내각에 강력한 남부 인물들을 선택한 것으로 설명한다. 그녀는 조지프 홀트, 에드윈 M. 스탠턴, 제러마이어 S. 블랙이 없었다면 뷰캐넌이 아메리카 연합국을 인정했을 수도 있다고 시사한다.
제36회 의회의 레임덕 회기 동안, 상원은 위기를 완화하기 위해 13인 위원회를 설립했다. 위원회는 북부 민주당원, 남부 민주당원, 공화당원이 혼합되어 구성되었다. 켄터키주 상원의원 존 J. 크리텐든은 크리텐든 타협으로 알려진 일련의 헌법 개정안을 제안했다. 이 타협은 36°30′ 평행선 이남의 현재 및 미래 연방 영토에서 노예제를 보호할 것이었다. 의회는 어떠한 주에서도 노예제를 폐지하거나 국내 노예 무역에 간섭하는 것이 금지될 것이었다. 대통령 당선자 링컨은 영토로의 노예제 확장을 용납하기를 거부했는데, 그는 이 타협이 남부 지도자들로 하여금 노예제를 확장하기 위해 36°30′ 평행선 이남의 새로운 영토를 합병하려 시도하도록 부추길 것을 우려했기 때문이었다. 그는 또한 크리텐든 타협의 채택이 남부 지도자들이 탈퇴 위협을 이용하여 양보를 이끌어내는 선례를 만들 것이라고 믿었다. 링컨의 지시에 따라 위원회 내 공화당원 대다수는 크리텐든 타협에 반대했고, 이는 공화당과 남부의 표의 조합으로 부결되었다. 크리텐든은 그럼에도 불구하고 그의 제안을 상원 본회의에 상정했지만, 1861년 1월 16일 25대 23으로 부결되었다.

1861년 미국 분리 위기 지도.
범례:
1861년 4월 15일 이전에 분리된 주
1861년 4월 15일 이후에 분리된 주
노예 제도를 허용했지만 분리되지 않은 주
노예 제도가 금지된 연방군 통제하의 연방 주
연방군 통제하의 미국 영토

1850년 남부 극단주의자들은 남부 주들의 동시 탈퇴를 조직하기 위해 내슈빌 회의를 소집했다. 1860년, 탈퇴 지지 지도자들은 주별 전략을 추구하여 주들이 하나씩 탈퇴함으로써 연쇄 반응을 일으키기를 희망했다. 알렉산더 스티븐스를 포함한 심남부 지도자들의 소수는 링컨이 남부 주들의 노예제를 위협하는 조치를 취하기 전에 탈퇴에 반대했다. 그러나 심남부에서 탈퇴가 널리 인기를 얻으면서 링컨이 취임한 후까지 지연시키는 것이 불가능해졌다. 의회가 남북 모두에게 받아들여질 타협안을 마련하기 위해 서두르는 동안, 첫 번째 남부 주가 탈퇴했다. 오랫동안 가장 급진적인 남부 주였던 사우스캐롤라이나는 1860년 12월 20일 탈퇴를 선언했다. 탈퇴 주령은 북부가 "우리의 국내 제도들의 적절성에 대해 결정할 권리를 주장했다"고 비난했으며, 또한 공화당이 "미국 전역에서 노예제가 사라질 때까지 노예제에 대한 전쟁이 벌어져야 한다"고 믿었다고 선언했다. 사우스캐롤라이나는 자체적으로 탈퇴를 선언한 후 다른 남부 주들에게 사절을 보냈다. 1861년 2월 1일까지 6개 주가 추가로 탈퇴했다. 미시시피, 루이지애나, 플로리다의 협의회는 압도적으로 탈퇴를 의결했으며, 앨라배마와 조지아의 연합주의자들은 더 강력했지만 여전히 실패한 저항을 벌였다. 국민투표에서 텍사스인들의 3분의 2도 샘 휴스턴과 같은 오랜 텍사스 지도자들의 반대에도 불구하고 탈퇴에 투표했다. 나머지 8개 노예주는 탈퇴를 거부했지만, 노스캐롤라이나, 버지니아, 테네시, 아칸소는 나중에 링컨 대통령 재임 기간 동안 탈퇴할 것이었다. 탈퇴한 주들은 아메리카 연합국을 조직했으며, 제퍼슨 데이비스는 2월 9일에 연합국의 첫 번째 대통령으로 선출되었다.
링컨을 헌법 회의나 크리텐든 타협에 대한 국민투표를 공개적으로 지지하도록 헛되이 설득한 후, 뷰캐넌은 의회에 특별 메시지를 보내 국민투표를 승인하거나 남부의 우려를 완화할 수 있는 다른 타협 방법을 찾도록 요청했다. 북부와 남부의 지도자들은 남부 상부의 충성을 얻기 위해 경쟁했으며, 양측 모두 온건한 이미지를 투사하려 노력했다. 하원은 더 많은 주들이 탈퇴하는 것을 막기 위한 타협을 촉진하기 위해 33인 위원회를 설립했다. 찰스 프랜시스 애덤스 시니어는 뉴멕시코주를 노예주로 승인하는 제안을 내놓았지만, 그 영토에 노예가 부족하여 대부분의 의원들은 그곳이 사실상 자유주가 될 것이라고 믿었다. 시워드와 링컨의 지지를 받아 33인 위원회는 도망 노예법의 집행을 더 어렵게 만들도록 고안된 모든 주 개인 자유법을 폐지하는 결의안을 내놓았다. 위원회는 또한 의회가 주에서 노예제에 간섭하는 것을 금지할 코윈 개정안을 제안했다. 상당수의 공화당원들은 코윈 개정안을 지지하기를 거부했지만, 이는 의회 양원을 통과하여 주들의 비준을 위해 제안되었다. 2월 4일, 심남부를 제외한 대부분의 주 대표들이 워싱턴에 모여 전 대통령 존 타일러가 의장을 맡은 1861년 평화 회의를 개최했다. 이 회의는 크리텐든 타협과 유사한 해결책을 제안했으며, 주요 변경 사항은 36°30′ 평행선 이남의 현재 영토에서만 노예제가 보호될 것이라는 점이었다. 평화 회의 제안에 대한 공화당의 반대가 그 가능성을 없앴고, 그 제안들은 의회에서 거부되었다. 코윈 개정안은 필요한 수의 주에 의해 비준되지 못했지만, 의회가 비준 기한을 정하지 않았기 때문에 이 개정안은 여전히 기술적으로 계류 중이다.

### 섬터 요새
모든 타협 노력이 실패하고 여러 남부 주들이 분리된 상황에서 뷰캐넌의 마지막 재임 기간은 남부의 연방 요새, 특히 섬터 요새 문제에 지배될 것이었다. 모든 측은 섬터 요새와 찰스턴 근처에 위치한 다른 두 요새의 지위가 남부가 평화적으로 분리될지 여부를 결정할 수 있다고 인식했다. 이들이 연방 통제하에 남아있는 한, 그들은 연방 권력의 상징이 될 것이지만, 연방 요새에 대한 남부의 공격은 남북 전쟁을 촉발할 수 있었다. 어느 쪽이 먼저 발포하든 공격자로 보이고 중요한 경계 주에서 대가를 치러야 할 것이었기 때문에, 많은 남부인들은 뷰캐넌이 요새를 평화롭게 넘겨주도록 설득하기를 희망했다.
링컨의 당선 직후 뷰캐넌과 플로이드 육군장관은 로버트 앤더슨 소령을 섬터 요새와 다른 두 인근 연방 시설의 지휘관으로 임명했다. 뷰캐넌은 앤더슨에게 어떤 도발적인 행동도 피하면서 요새를 지키도록 명령했다. 12월 27일, 앤더슨은 더 취약한 몰트리 요새에서 철수했다. 여러 남부 지도자들과 만난 뷰캐넌은 앤더슨의 행동이 그의 명령에 어긋났음을 인정했지만, 앤더슨을 해임하거나 요새를 넘겨주기를 거부했다. 격분한 버지니아주 출신의 플로이드 육군장관은 사임했다. 뷰캐넌은 앤더슨에게 몰트리 요새로 돌아가라고 명령하는 것을 고려했지만, 이제 내각의 다수를 차지하게 된 북부 내각 구성원들이 사임하겠다고 위협했다. 뷰캐넌은 대신 섬터 요새를 방어하기 위해 모든 노력을 다할 것이라고 발표하여 북부의 지지를 결집시켰다. 핵심적인 반연방국 지도자로는 새로운 법무장관 에드윈 M. 스탠턴과 새로운 육군장관 조지프 홀트가 있었다.
1861년 1월 5일, 뷰캐넌은 스타 오브 더 웨스트 호를 250명의 병력과 보급품과 함께 보내 섬터 요새를 증원하기로 결정했다. 그러나 뷰캐넌은 앤더슨 소령에게 배를 위한 엄호 사격을 요청하지 못했고, 배는 병력이나 보급품을 전달하지 못하고 북쪽으로 돌아가야 했다. 이 원정 이후, 뷰캐넌 내각의 마지막 남부 출신 각료들이 사임했다. 뷰캐넌 행정부는 섬터 요새를 증원할 방법을 논의했지만, 앤더슨은 보급품을 요청하지 않았고 뷰캐넌은 섬터 요새 문제를 링컨 대통령에게 넘기기로 만족했다. 2월에 사우스캐롤라이나는 아메리카 연합국의 일부가 되었다. 연합국 의회는 데이비스 대통령에게 필요한 모든 수단을 동원하여 요새를 점령할 권한을 부여했지만, 연합국은 뷰캐넌의 대통령 임기가 끝날 때까지 공격하지 않았다. 3월 3일, 앤더슨의 메시지가 뷰캐넌에게 전달되어 섬터 요새의 보급품이 바닥나고 있음을 알렸다. 다음 날, 뷰캐넌의 뒤를 이어 링컨이 취임했고, 링컨은 곧 남북 전쟁이 될 위기를 처리해야 했다.

## 연방에 편입된 주
뷰캐넌이 재임하는 동안 세 개의 새로운 주가 연방에 편입되었다.
- 미네소타주 – 1858년 5월 11일[116]
- 오리건주 – 1859년 2월 14일[117]
- 캔자스주 – 1861년 1월 29일[118]

## 역사적 평가
죽기 전날 뷰캐넌은 "역사가 내 기억을 입증할 것"이라고 예측했다. 역사가들은 그 예측을 뒤집고, 1850년대 후반 노예제 논쟁이 국가를 찢고 혼란에 빠뜨릴 때 그의 수동적인 태도를 비판한다. 미국 역사에 대한 그의 유산과 관련하여, 역사가 마이클 토드 랜디스는 뷰캐넌을 그의 최고 고문 제후 글랜시 존스와 밀접하게 연결시킨다.
일부 학자들이 주장했듯이 존스와 뷰캐넌과 같은 북부 민주당의 주요 인사들은 노동자들을 낭만적으로 옹호하지 않았다. 또한 그들은 극심한 지역주의로부터 연합을 구하기 위해 노력하는 중도파도 아니었다. 오히려 그들은 의도적인 행동이 국가에 직접적이고 재앙적인 영향을 미친 노예제 찬성 운동가들이었다. 그들의 정책은 자유주의 주 유권자들을 격분시켰고, 링컨의 당선을 초래한 민주당의 치명적인 분열을 야기했으며, 이는 다시 분열을 촉발시켰다. 그들은 비난받을 만하고 책임이 있었으며—이 사실은 잊히거나 간과되어서는 안 된다.
최고 및 최악의 대통령을 평가해달라는 요청을 받았을 때, 뷰캐넌은 지속적으로 최악의 대통령 중 한 명으로 꼽힌다. 많은 사람들은 그를 미국 역사상 최악의 대통령으로 간주하는데, 그의 행정부 기간 동안 연방이 분열되었고, 그가 퇴임할 때 내전이 임박했기 때문이다.
2017년 C-SPAN 설문조사에서는 그가 역사상 가장 비효율적인 미국 대통령으로 선정되었다. 이 설문조사는 91명의 대통령 역사가들에게 (당시 퇴임하는 버락 오바마 대통령을 포함한) 43명의 전 대통령을 다양한 범주에서 평가하여 종합 점수를 내도록 요청했으며, 그 결과 전체 순위에서 뷰캐넌이 43위로 평가되었다. 이 최근 여론조사의 다양한 범주별 순위는 다음과 같다: 대중 설득력(43위), 위기 리더십(43위), 경제 관리(43위), 도덕적 권위(43위), 국제 관계(43위), 행정 능력(41위), 의회와의 관계(42위), 비전/의제 설정(43위), 모든 사람에게 동등한 정의 추구(43위), 시대적 맥락에서의 성과(43위). 2018년 미국정치학회 대통령 및 행정 정치 부문 여론조사에서 뷰캐넌은 두 번째로 최악의 대통령으로 선정되었다. 2006년 역사가 대상 여론조사에서는 뷰캐넌이 남북 전쟁을 막지 못한 것이 재임 중인 대통령이 저지른 최악의 실수로 평가되었다.
뷰캐넌의 전기 작가 필립 클라인은 뷰캐넌이 직면한 도전을 설명한다.
뷰캐넌은... 전례 없는 분노의 물결이 나라를 휩쓸고 있을 때 지도력을 맡았다. 그가 이러한 혁명적인 시기에 적대적인 지역들을 억제했다는 사실 자체가 놀라운 업적이었다. 그의 대통령 재임 기간 동안의 약점은 북부와 남부의 격분한 당파들에 의해 확대되었다. 그의 많은 재능은 더 조용한 시대에는 위대한 대통령들 중 한 명으로 자리매김할 수 있었을 테지만, 남북 전쟁이라는 대재앙적인 사건과 우뚝 솟은 에이브러햄 링컨에 의해 빠르게 가려졌다.
전기 작가 진 베이커는 뷰캐넌에 대해 덜 관대하다.
미국인들은 제임스 뷰캐넌의 대통령직에 대해 편리하게 스스로를 오도해왔고, 그를 우유부단하고 비활동적인 인물로 분류하는 것을 선호했다... 사실 연방 위기 동안 뷰캐넌의 실패는 비활동성이 아니라, 남부에 대한 그의 편파성, 즉 모든 미국을 수호하겠다고 맹세한 공직자로서의 불충에 가까운 편파성이었다. 그는 가장 위험한 최고 집행관이었는데 타협의 여지가 없는 원칙을 고수하는 고집스럽고 잘못된 이데올로그였다. 정부에서의 그의 경험은 그를 다른 견해를 고려할 수 없을 정도로 지나치게 자신감 있게 만들었을 뿐이었다. 국가적 신뢰에 대한 그의 배신에서 뷰캐넌은 미국 역사상 다른 어떤 대통령보다 반역에 더 가까이 다가갔다.
뷰캐넌의 실패에 대한 도덕주의적 평가와는 별개로, 역사가들은 최근 그의 행정부가 정확히 어떻게 작동했는지에 대한 새로운 질문을 던지고 있다. 마이클 L. 카라피엘로는 다음과 같이 주장한다.
그러나 1990년대에 저명한 남북 전쟁 이전 역사가 집단은 뷰캐넌과 그의 대통령직에 대해 훨씬 더 많은 연구가 필요하다고 선언했다. 뷰캐넌에 대한 역사의 판결은 단순히 링컨의 반대가 될 수 없다고 그들은 말했다. 그들은 뷰캐넌에 대해 답해야 할 여러 질문을 제안했는데, "그는 대통령의 역할을 어떻게 정의했는가?"와 "대통령 권한에 대한 그의 개념, 그의 견해는 무엇이었는가?" 등이 있었다. 또한 뷰캐넌 대통령직에 관한 다른 반복되는 질문들, 예를 들어 "뷰캐넌은 왜 그렇게 약한 내각을 구성했는가?"; "노예 제도에 대한 그의 실제 견해는 무엇이었는가?"; "그리고 그는 어떻게 드레드 스콧 판결을 통해 대법원이 노예 문제에 대한 최종적인 해결책을 제공할 것이라고 믿을 수 있었는가?" 등이 있다.

### 참조주
1. 1 2  “James Buchanan: Domestic Affairs”. Miller Center of Public Affairs, University of Virginia. 2016년 10월 4일. 2017년 3월 9일에 확인함.
2. ↑  Baker 2004, 67–68쪽.
3. ↑  Klein 1962, 248–252쪽.
4. ↑  Baker 2004, 69–70쪽.
5. ↑  Douglas R. Egerton, "The Slaves’ Election: Frémont, Freedom, and the Slave Conspiracies of 1856." Civil War History 61#1 (2015): 35–63.
6. ↑  Baker 2004, 70–73쪽.
7. ↑  Klein 1962, 261–262쪽.
8. ↑  Baker 2004, 80–83, 85쪽.
9. ↑  James Buchanan, "Inaugural Address", Washington, D.C., March 4, 1857.
10. ↑  Paul Finkelman, "Scott v. Sandford: The Court's most dreadful case and how it changed history." Chicago-Kent Law Review 82 (2007): 3-48 at p. 46.
11. ↑  Carrafiello, Michael L. (Spring 2010). 《Diplomatic Failure: James Buchanan's Inaugural Address》. 《Pennsylvania History》 77. 145–165쪽. doi:10.5325/pennhistory.77.2.0145. JSTOR 10.5325/pennhistory.77.2.0145.
12. ↑  Gregory J. Wallance, "The Lawsuit That Started the Civil War." Civil War Times 45: 46-52.
13. ↑  Roberta Alexander, "Dred Scott: The decision that sparked a civil war." Northern Kentucky Law Review 34 (2007): 643+ excerpt.
14. ↑  David W, Blight, "Was the Civil War Inevitable?"  The New York Times Dec. 22, 2022
15. ↑  Michael Todd Landis,  "Old Buck's Lieutenant: Glancy Jones, James Buchanan, and the Antebellum Northern Democracy." Pennsylvania Magazine of History and Biography 140.2 (2016): 183–210. Online
16. 1 2  Baker 2004, 77–80쪽.
17. ↑  Smith 1975, 68–69쪽.
18. ↑  Smith 1975, 18–19쪽.
19. ↑  David E. Meerse, "Origins of the Buchanan-Douglas Feud Reconsidered." Journal of the Illinois State Historical Society 67#2 (1974): 154–174 online.
20. ↑  Smith 1975, 20–21쪽.
21. ↑  Baker 2004, 86–88쪽.
22. ↑  Craig L. Kautz, "Beneficial Politics: John Slidell and the Cuban Bill of 1859"  Louisiana Studies (1974) 13#2 pp 119–129.
23. ↑  Allen C. Guelzo, "Houses Divided: Lincoln, Douglas, and the Political Landscape of 1858." Journal of American History 94.2 (2007): 391–417. Online
24. ↑  Richard Allen Heckman,  "Out-of-State Influences and the Lincoln-Douglas Campaign of 1858." Journal of the Illinois State Historical Society  59#1 (1966): 30–47 online.
25. ↑  Abraham 2008, 91–92쪽.
26. ↑  Smith 1975, 1–9쪽.
27. ↑  Smith 1975, 15–16, 23–24쪽.
28. 1 2 3  Klein 1962, 316쪽.
29. ↑  Klein 1962, 271–272쪽.
30. ↑  Hall 2001, 566쪽.
31. ↑  Baker 2004, 83–84쪽.
32. ↑  Armitage 외. 2005, 388쪽.
33. ↑  Baker 2004, 85쪽.
34. ↑  Baker 2004, 85–86쪽.
35. ↑  Smith 1975, 26–29쪽.
36. 1 2  Baker 2004, 90쪽.
37. ↑  Klein 1962, 314–315쪽.
38. ↑  Smith 1975, 56–57쪽.
39. 1 2  Smith 1975, 60–61쪽.
40. ↑  Baker 2004, 117–118쪽.
41. ↑  Johnson 2018, 92–93쪽.
42. ↑  Baker 2004, 90–91쪽.
43. ↑  Klein 1962, 317쪽.
44. ↑  Baker 2004, 92–93쪽.
45. ↑  Baker 2004, 93–98쪽.
46. ↑  Young, Robert W. (1998). 《Senator James Murray Mason : defender of the old South》. 녹스빌: University of Tennessee Press. 59쪽. ISBN 9780870499982.
47. ↑  David E. Meerse, "Presidential Leadership, Suffrage Qualifications, and Kansas: 1857." Civil War History 24#4 (1978): 293–313.
48. 1 2  Potter 1976, 297–327쪽.
49. ↑  Smith 1975, 33–37쪽.
50. ↑  Baker 2004, 97–100쪽.
51. ↑  Smith 1975, 42–43쪽.
52. 1 2  Baker 2004, 100–105쪽.
53. ↑  Smith 1975, 40–41쪽.
54. 1 2  Smith 1975, 45–46쪽.
55. ↑  McPherson 1988, 169쪽.
56. ↑  McPherson 1988, 784쪽.
57. ↑  Baker 2004, 120–121쪽.
58. ↑  Chadwick 2008, 91쪽.
59. ↑  Smith 1975, 84–89쪽.
60. ↑  Smith 1975, 89–99쪽.
61. ↑  McPherson 1988, 225–226쪽.
62. ↑  Klein 1962, 338쪽.
63. ↑  Klein 1962, 338–9쪽.
64. 1 2  Grossman 2003, 78쪽.
65. ↑  Baker 2004, 114–118쪽.
66. ↑  Klein 1962, 339쪽.
67. ↑  Smith 1975, 69–70쪽.
68. ↑  Mackinnon, William P.  Mackinnon, "Hammering Utah, Squeezing Mexico, and Coveting Cuba: James Buchanan's White House Intrigues." Utah Historical Quarterly (2012), 80#2, pp 132–151
69. ↑  Karp 2016, 197쪽.
70. 1 2  Baker 2004, 107–112쪽.
71. ↑  Craig L. Kautz, "Beneficial Politics: John Slidell and the Cuban Bill of 1859." Louisiana Studies (1974) 13#2 pp 119–129.
72. 1 2  Smith 1975, 74–75쪽.
73. ↑  Foster M. Farley,  "William B. Reed: President Buchanan's Minister to China 1857–1858." Pennsylvania History 37.3 (1970): 269–280.  Online
74. ↑  Clare V. McKenna, "The Water Witch Incident", American Neptune,  (1970) 31#1 pp 7–18. (
75. ↑  Chadwick 2008, 117쪽.
76. ↑  McPherson 1988, 179–181쪽.
77. ↑  Smith 1975, 49–54쪽.
78. ↑  Klein 1962, 286–299쪽.
79. ↑  Smith 1975, 52–53쪽.
80. ↑  Smith 1975, 82–83쪽.
81. ↑  Klein 1962, 312쪽.
82. ↑  Smith 1975, 103–104쪽.
83. ↑  Smith 1975, 84–85쪽.
84. ↑  McPherson 1988, 213–214쪽.
85. 1 2  Smith 1975, 106–112쪽.
86. ↑  Smith 1975, 112–113쪽.
87. ↑  McPherson 1988, 221–222쪽.
88. ↑  McPherson 1988, 216–222쪽.
89. ↑  Smith 1975, 115–116쪽.
90. ↑  McPherson 1988, 222–223쪽.
91. ↑  Smith 1975, 122–126쪽.
92. ↑  McPherson 1988, 232쪽.
93. ↑  McPherson 1988, 232–233쪽.
94. ↑  Smith 1975, 127–129쪽.
95. 1 2  Klein 1962, 356–358쪽.
96. ↑  Baker 2004, 76, 133쪽.
97. ↑  McPherson 1988, 246–247쪽.
98. ↑  Smith 1975, 146–151쪽.
99. ↑  Klein 1962, 363쪽.
100. ↑  Jean H. Baker, "The South Has Been Wronged: James Buchanan and the Secession Crisis", in James Buchanan and the Coming of the Civil War, ed. by John W. Quist and Michael J. Birkner, (2013) pp 165–182.
101. ↑  McPherson 1988, 252–254쪽.
102. ↑  McPherson 1988, 234–239쪽.
103. ↑  Smith 1975, 129–137쪽.
104. ↑  Smith 1975, 138–140쪽.
105. ↑  McPherson 1988, 258–259쪽.
106. 1 2  Smith 1975, 161–165쪽.
107. ↑  McPherson 1988, 254–259쪽.
108. ↑  Huckabee, David C. (1997년 9월 30일). “Ratification of Amendments to the U.S. Constitution” (PDF). 《CRS 보고서》. 워싱턴 D.C.: 미국 의회조사국, 미국 의회도서관. 2004년 6월 27일에 원본 문서 (PDF)에서 보존된 문서.
109. ↑  Smith 1975, 152–160쪽.
110. ↑  Smith 1975, 168–169쪽.
111. ↑  Smith 1975, 187–188쪽.
112. ↑  Smith 1975, 168–172쪽.
113. ↑  Smith 1975, 178–182쪽.
114. 1 2  Baker 2004, 135–140쪽.
115. ↑  Smith 1975, 184–187쪽.
116. ↑  “Today in History: May 11”. 《loc.gov》. Library of Congress.
117. ↑  “Oregon”. A+E Networks Corp. 2009년 11월 9일. 2017년 2월 16일에 확인함.
118. ↑  “Today in History: January 29”. 《loc.gov》. Library of Congress.
119. ↑  “Buchanan's Birthplace State Park”. 《Pennsylvania State Parks》. Pennsylvania Department of Conservation and Natural Resources. 2011년 5월 6일에 원본 문서에서 보존된 문서. 2009년 3월 28일에 확인함.
120. ↑  “James Buchanan: Impact and Legacy”. Miller Center of Public Affairs, University of Virginia. 2016년 10월 4일. 2017년 3월 29일에 확인함.
121. ↑  Landis, 2016
122. ↑  Tolson, Jay (2014년 12월 14일). “Worst Presidents: Conclusion Were these America's worst presidents?”. U.S. 뉴스 & 월드 리포트. 2017년 3월 29일에 확인함.
123. ↑  Silver, Nate (2013년 1월 23일). “Contemplating Obama's Place in History, Statistically”. 《The New York Times》. 2014년 4월 18일에 확인함.
124. ↑  “James Buchanan: Life in Brief”. Miller Center of Public Affairs, University of Virginia. 2016년 10월 4일. 2017년 3월 29일에 확인함.
125. ↑  “Historians Survey Results: James Buchanan”. 《Presidential Historians Survey 2017》. National Cable Satellite Corporation. 2017. 2017년 3월 29일에 확인함.
126. ↑  Rottinghaus, Brandon; Vaughn, Justin S. (2018년 2월 19일). “How Does Trump Stack Up Against the Best – and Worst – Presidents?”. 《New York Times》. 2018년 5월 14일에 확인함.
127. ↑  “Scholars rate worst presidential errors”. 《USA Today》. AP. 2006년 2월 18일. 2018년 8월 31일에 확인함.
128. ↑  Klein 1962, 429쪽.
129. ↑  Baker 2004, 141쪽.
130. ↑  Carrafiello, Michael L. (Spring 2010). 《Diplomatic Failure: James Buchanan's Inaugural Address》. 《Pennsylvania History》 77. 146쪽. doi:10.5325/pennhistory.77.2.0145. JSTOR 10.5325/pennhistory.77.2.0145.

### 인용된 작품
- Abraham, Henry Julian (2008). 《Justices, Presidents, and Senators: A History of the U.S. Supreme Court Appointments from Washington to Bush II》. Rowman & Littlefield. ISBN 9780742558953.
- Baker, Jean H. (2004). 《James Buchanan》. Times Books. ISBN 9780805069464.
- Chadwick, Bruce (2008). 《1858: Abraham Lincoln, Jefferson Davis, Robert E. Lee, Ulysses S. Grant and the War They Failed to See》. Sourcebooks, Inc. ISBN 978-1402209413.
- Grossman, Mark (2003). 《Political Corruption in America: An Encyclopedia of Scandals, Power, and Greed》. Santa Barbara, California: ABC-CLIO. ISBN 1-57607-060-3.
- Hall, Timothy L. (2001). 《Supreme Court justices: a biographical dictionary》. New York: Infobase Publishing. ISBN 978-0-8153-1176-8.
- Johnson, C. Donald (2018). 《The Wealth of Nations: A History of Trade Politics in America》. Oxford University Press. ISBN 9780190865917.
- Karp, Matthew (2016). 《This Vast Southern Empire: Slaveholders at the Helm of American Foreign Policy》. Harvard University Press. ISBN 978-0674737259.
- Klein, Philip S. (1962). 《President James Buchanan: A Biography》 1995판. Newtown, Connecticut: American Political Biography Press. ISBN 0-945707-11-8.; also see online book review
- McPherson, James M. (1988). 《Battle Cry of Freedom: The Civil War Era》. Oxford: Oxford University Press. ISBN 9780199743902.
- Potter, David Morris (1976). 《The Impending Crisis, 1848–1861》. New York: Harper & Row. ISBN 9780060905248. Pulitzer prize.
- Quist, John W. and Birkner, Michael J. (eds.), James Buchanan and the Coming of the Civil War. Gainesville, Florida: University Press of Florida, 2013.
- Smith, Elbert B. (1975). 《The Presidency of James Buchanan》. The University Press of Kansas. ISBN 0-7006-0132-5.

## 더 읽어보기

### 주요 출처
- Buchanan, James. Fourth Annual Message to Congress. 보관됨 2018-09-12 - 웨이백 머신 (1860, December 3).
- Buchanan, James. The messages of President Buchanan. With an appendix containing sundry letters from members of his cabinet at the close of his presidential term, etc (1888) online
- Buchanan, James. Mr Buchanan's Administration on the Eve of the Rebellion (1866); his self defense was not very convincing. see Allen F. Cole, "Asserting His Authority: James Buchanan's Failed Vindication." Pennsylvania History 70.1 (2003): 81-97 online.

### 보조 출처
- Auchampaugh, Philip Gerald. James Buchanan and his cabinet on the eve of secession (1926); defends Buchanan online
- Auchampaugh, Phillip G. "James Buchanan and Some Far Western Leaders, 1860–1861." Pacific Historical Review 12.2 (1943): 169–180. online
- Auchampaugh, Philip G. "James Buchanan, The Conservatives’ Choice, 1856: A Political Portrait." Historian 7#2 (1945), pp. 77–90, online.
- Balcerski, Thomas J. "Harriet Rebecca Lane Johnston." in A Companion to First Ladies (2016): 197–213.
- Balcerski, Thomas J. Bosom Friends: The Intimate World of James Buchanan and William Rufus King (Oxford University Press, 2019. online review
- Bigler, David L. and Will Bagley. The Mormon Rebellion: America's First Civil War, 1857–1858 (2011)
- Binder, Frederick Moore. "James Buchanan: Jacksonian Expansionist" Historian 1992 55(1): 69–84. ISSN 0018-2370 Full text: in Ebsco
- Binder, Frederick Moore. James Buchanan and the American Empire. Susquehanna U. Press, 1994. online
- Binder, Frederick Moore. "James Buchanan and the earl of Clarendon: An uncertain relationship." Diplomacy and Statecraft 6.2 (1995): 323–341. The Earl was British foreign minister; both men wanted control of the Caribbean
- Birkner, Michael J., ed. James Buchanan and the Political Crisis of the 1850s. (Susquehanna U. Press, 1996(.
- Birkner, Michael J., et al. eds. The Worlds of James Buchanan and Thaddeus Stevens: Place, Personality, and Politics in the Civil War Era (Louisiana State University Press, 2019)
- Bonar, Hugh Samuel. "Attitude of Buchanan as President Toward Secession" (PhD dissertation, The University of Chicago ProQuest Dissertations Publishing, 1924. TM14183.
- Boulard, Garry. The Worst President—The Story of James Buchanan iUniverse, 2015. ISBN 978-1-4917-5961-5.
- Curtis, George Ticknor (1883). 《Life of James Buchanan: Fifteenth President of the United States》 2. Harper & Brothers.
- Davis, Robert Ralph. "James Buchanan and the Suppression of the Slave Trade, 1858–1861" Pennsylvania History 33#4 (1966), pp. 446–59, online.
- Etcheson, Nicole. Bleeding Kansas: Contested Liberty in the Civil War Era (University Presses of Kansas, 2004).
- Freehling, William W. The Road to Disunion: Volume II; Secessionists Triumphant (Oxford UP, 2008).
- Furniss, Norman E. The Mormon Conflict 1850–1859 (Yale University Press, 1960) online
- Genovese, Michael A., and Alysa Landry. "The Jacksonian Hammer: Andrew Jackson to James Buchanan." in US Presidents and the Destruction of the Native American Nations (Palgrave Macmillan, Cham, 2021) pp. 67–103.
- Gienapp, William E. "No Bed of Roses: James Buchanan, Abraham Lincoln, and Presidential Leadership in the Civil War Era," in Michael J. Birkner, ed. James Buchanan and the Political Crisis of the 1850s (1996).
- Graff, Henry F., ed. The Presidents: A Reference History (3rd ed. 2002)  online
- Greenstein, Fred I. Presidents and the Dissolution of the Union: Leadership Style from Polk to Lincoln (Princeton UP, 2013).
- Harmon, George D. "President James Buchanan's Betrayal of Governor Robert J. Walker of Kansas." Pennsylvania Magazine of History and Biography 53#1 (1929), pp. 51–91, online.
- Harmon, George D. "An Indictment of the Administration of President James Buchanan and His Kansas Policy." The Historian 3.1 (1940): 52–68. online
- Hunt, Gaillard. "Narrative and Letter of William Henry Trescot, Concerning the Negotiations between South Carolina and President Buchanan in December, 1860." American Historical Review 13.3 (1908): 528–556. online
- King, Horatio C. Turning on the Light: A Dispassionate Survey of President Buchanan's Administration from 1860 to Its Close (J. B. Lippincott, 1895), pro-Buchanan study by his Postmaster General.
- Klein, Philip Shriver. "James Buchanan's Policy of Expansion" (Phd Dissertation, The University of Chicago; Proquest Dissertations Publishing, 1932. Tm164710.
- Landis, Michael Todd. "Old Buck's Lieutenant: Glancy Jones, James Buchanan, and the Antebellum Northern Democracy." Pennsylvania Magazine of History and Biography 140.2 (2016): 183–210. online
- Landis, Michael Todd. Northern Men with Southern Loyalties: The Democratic Party and the Sectional Crisis (Cornell UP, 2014).
- Leonard, Elizabeth D. Lincoln's Forgotten Ally: Judge Advocate General Joseph Holt of Kentucky (U of North Carolina Press, 2011).
- Levinson, Sanford. "James Buchanan and John J. Crittenden." in The U.S. Constitution and Secession: A Documentary Anthology of Slavery and White Supremacy, edited by Dwight T. Pitcaithley, (University Press of Kansas, 2018), pp. 61–92, online.
- Lynn, Joshua A. "Doughface Triumphant: James Buchanan's Manly Conservatism and the Election of 1856." in Preserving the White Man's Republic: Jacksonian Democracy, Race, and the Transformation of American Conservatism (University of Virginia Press, 2019), pp. 119–45, online.
- Lynn, Joshua A. "A Manly Doughface: James Buchanan and the Sectional Politics of Gender." Journal of the Civil War Era 8.4 (2018): 591-620 online.
- Mackinnon, William P. "Hammering Utah, Squeezing Mexico, and Coveting Cuba: James Buchanan's White House Intriques" Utah Historical Quarterly, 80#2 (2012), pp. 132–15 https://doi.org/10.2307/45063308
- Mackinnon, William P. "And the War Came: James Buchanan, the Utah Expedition, and the Decision to Intervene", Utah Historical Quarterly 76 (Winter 2008): 22–37.
- Meerse, David. "Buchanan, the Patronage, and the Lecompton Constitution: A Case Study" Civil War History (1995) 41(4): 291–312. ISSN 0009-8078
- Meerse, David E. "Origins of the Buchanan-Douglas Feud Reconsidered." Journal of the Illinois State Historical Society  67#2 (1974): 154–174 online. online
- Meerse, David E. "Buchanan, Corruption and the Election of 1860." Civil War History 12.2 (1966): 116–131. online
- Meerse, David Edward. "James Buchanan, the Patronage, and the Northern Democratic Party, 1857–1858" (PhD dissertation, University Of Illinois at Urbana-Champaign; Proquest Dissertations Publishing, 1969. 7013419).
- Nevins, Allan. The Emergence of Lincoln 2 vols. (1960) highly detailed narrative of his presidency; vol 1 online' also see vol 2 online
- Nichols, Roy Franklin. The Disruption of American Democracy (1948), the Democratic Party in 1850s. online
- Pendleton, Lawson Alan. "James Buchanan's Attitude Toward Slavery" (PhD Dissertation, The University Of North Carolina At Chapel Hill; Proquest Dissertations Publishing, 1964. 6509047).
- Pinnegar, Charles. Brand of Infamy: A Biography of John Buchanan Floyd (Greenwood Press, 2002).
- Rhodes, James Ford (1906). 《History of the United States from the Compromise of 1850 to the End of the Roosevelt Administration》 2. Macmillan.
- Rosenberger, Homer T. "Inauguration of President Buchanan a Century Ago." Records of the Columbia Historical Society 57 (1957): 96-122 online.
- Ross, Shelley (1988). 《Fall from Grace: Sex, Scandal, and Corruption in American Politics from 1702 to the Present》. New York: Ballantine Books. ISBN 978-0-345-35381-8.
- Sears, Louis Martin. "Slidell and Buchanan." American Historical Review 27.4 (1922): 709–730. online
- Stampp, Kenneth M. (1990). 《America in 1857: A Nation on the Brink》. New York: Oxford University Press. ISBN 9780195074819.
- Stenberg, Richard R. "An Unnoted Factor in the Buchanan-Douglas Feud." Journal of the Illinois State Historical Society (1933): 271–284. online
- Weatherman, Donald V. "James Buchanan on Slavery and Secession." Presidential Studies Quarterly 15#4 (1985), pp. 796–805, online.
- Wells, Damon. "Douglas and Goliath." in Stephen Douglas (University of Texas Press, 1971) pp. 12–54. on Douglas and Buchanan. online
- Williams, David A. "President Buchanan Receives a Proposal for an Anti-Mormon Crusade, 1857." Brigham Young University Studies 14.1 (1973): 103–105. online

### 역사학
- Fields, Kevin M. "A Tragic but Innocent Character: The Buchanan Presidency Reconsidered." Journal of the Lancaster County Historical Society 104 (2002), pp 196–207.
- Mraz, Mark. "Reading Bias in Textbooks: President James Buchanan and the Schoolbooks" (March 15, 2011). Available at SSRN: https://ssrn.com/abstract=1786577 or http://dx.doi.org/10.2139/ssrn.1786577
- Silbey, Joel H. (2014). 《A Companion to the Antebellum Presidents 1837–1861》. Wiley. ISBN 9781118609293. pp 397–464